# Specie di Salticidae (N-P)
Di seguito sono descritte tutte le specie della famiglia di ragni Salticidae il cui nome scientifico è compreso fra la lettera N e la lettera P, note al 13 luglio 2008.

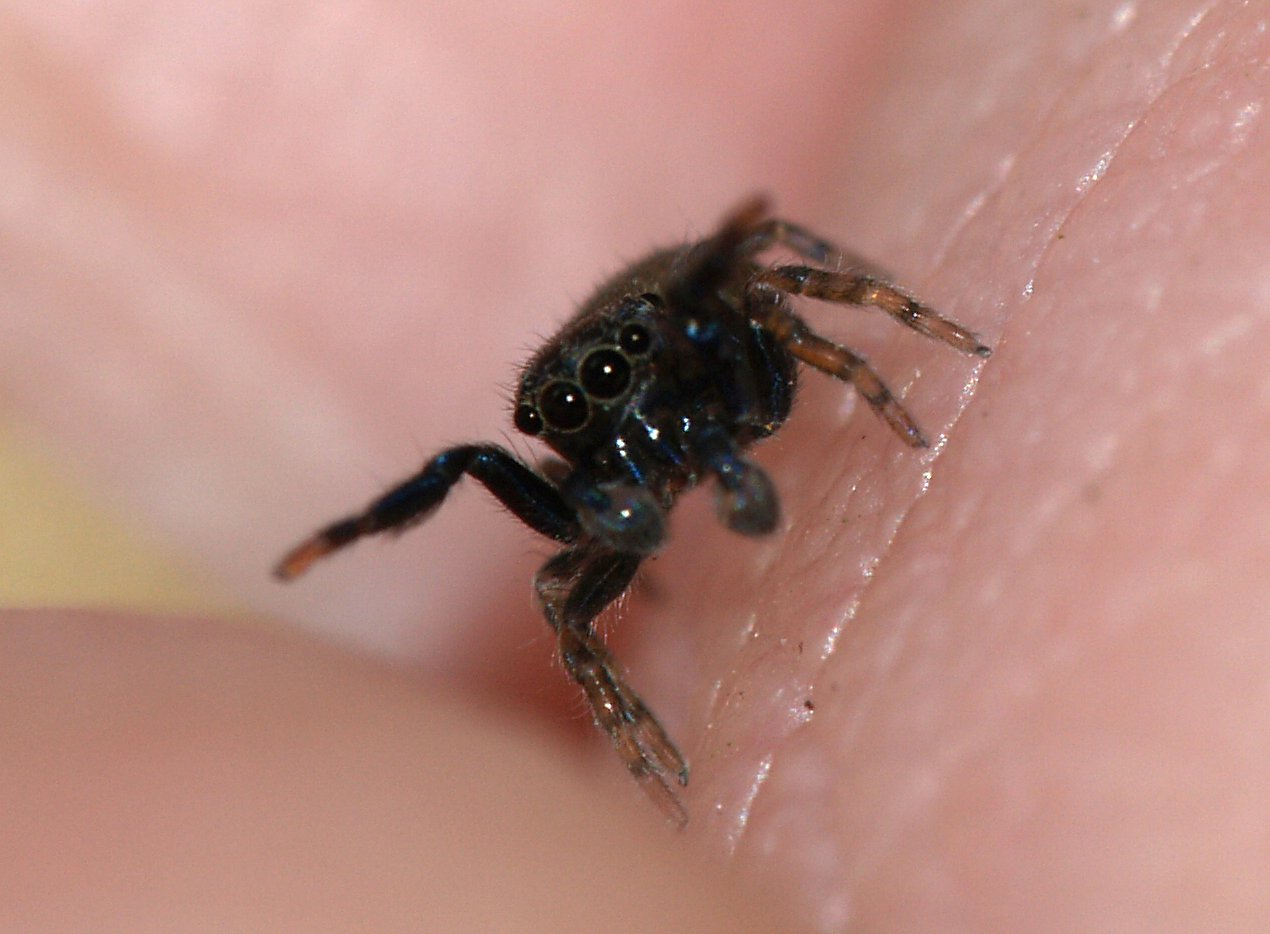
Neon valentulus

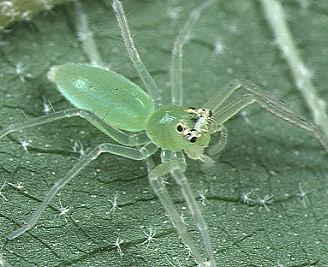
Onomastus kanoi, femmina

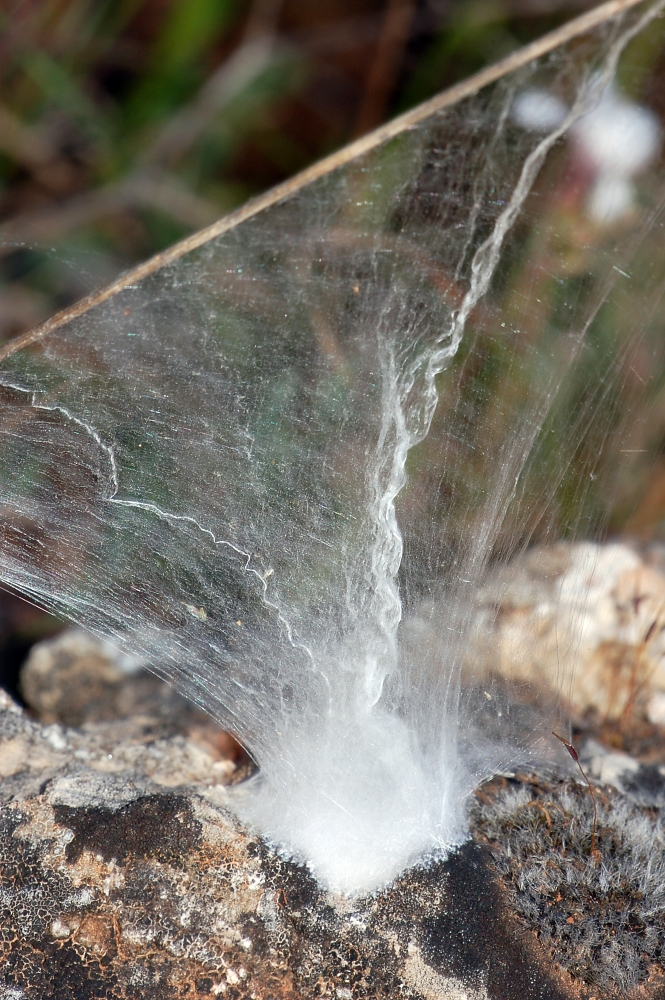
Pellenes brevis, ragnatela

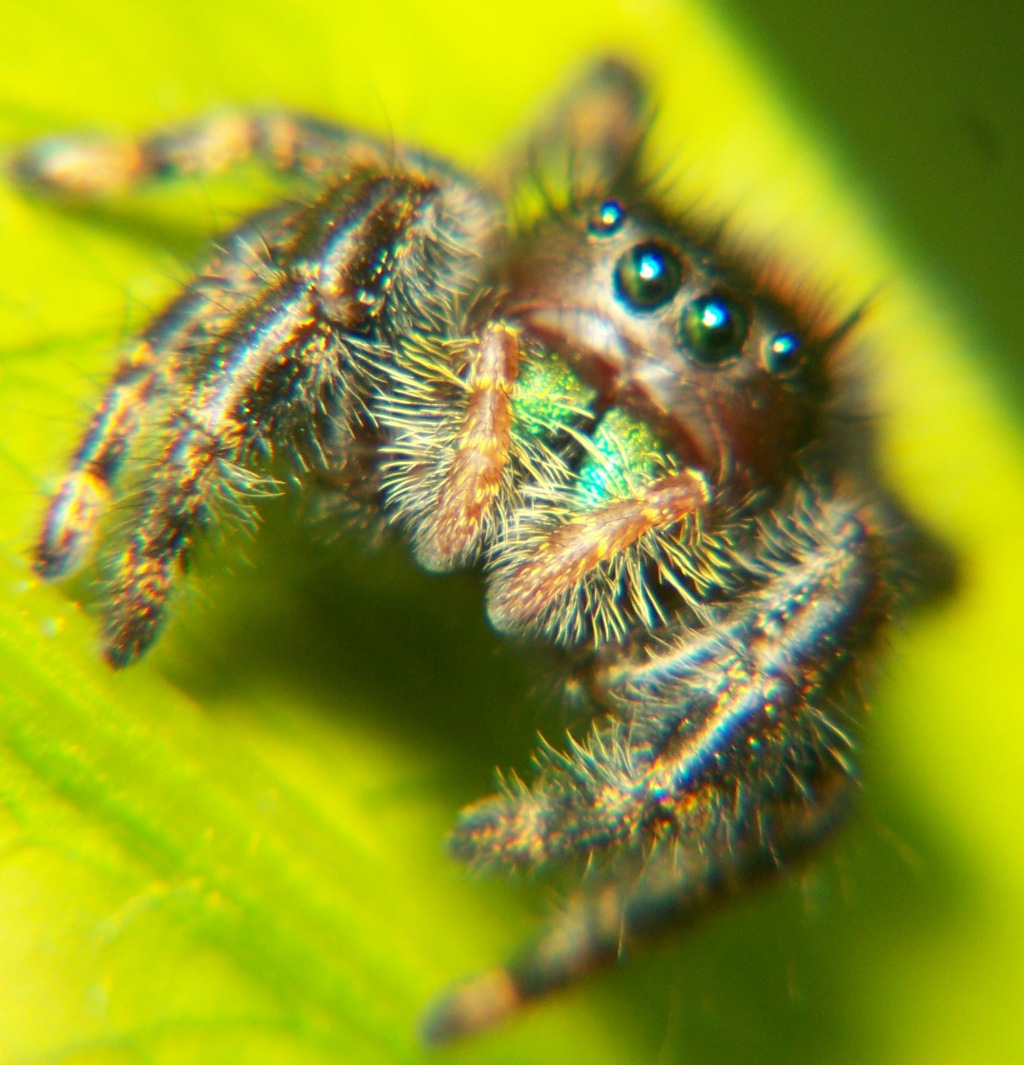
Phidippus audax

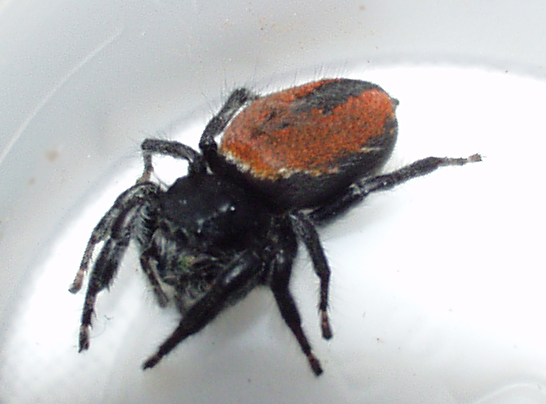
Phidippus johnsoni, femmina

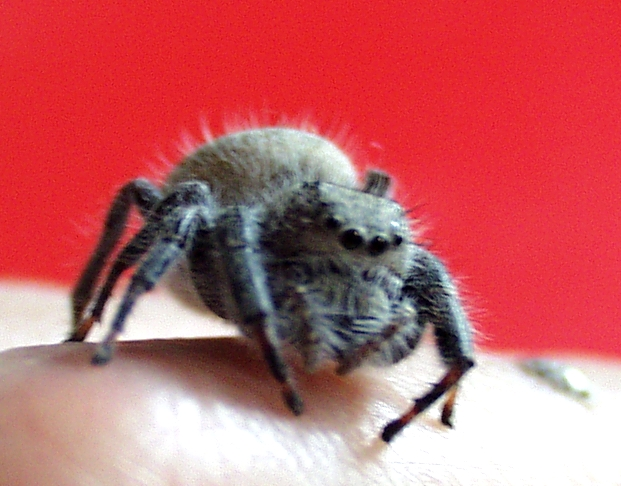
Phidippus octopunctatus

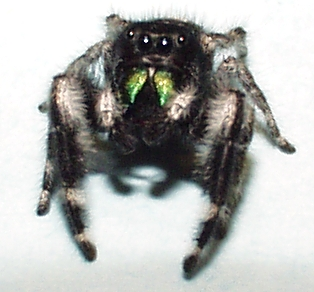
Phidippus workmani, vista frontale

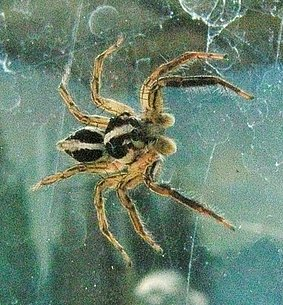
Plexippus paykulli, maschio

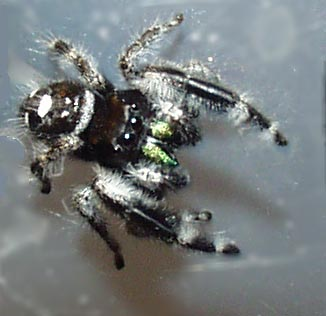
Phidippus workmani

## Nagaina
Nagaina Peckham & Peckham, 1896
- Nagaina berlandi Soares & Camargo, 1948 — Brasile
- Nagaina diademata Simon, 1902 — Brasile
- Nagaina incunda Peckham & Peckham, 1896[1] — dal Messico a Panama
- Nagaina olivacea Franganillo, 1930 — Cuba
- Nagaina tricincta Simon, 1902 — Brasile

### Nomen dubium
- Nagaina modesta Caporiacco, 1954[2]

## Nannenus
Nannenus Simon, 1902
- Nannenus constrictus (Karsch, 1880)[3] — Filippine
- Nannenus lyriger Simon, 1902 — Singapore
- Nannenus syrphus Simon, 1902[1] — Singapore

## Naphrys
Naphrys Edwards, 2002

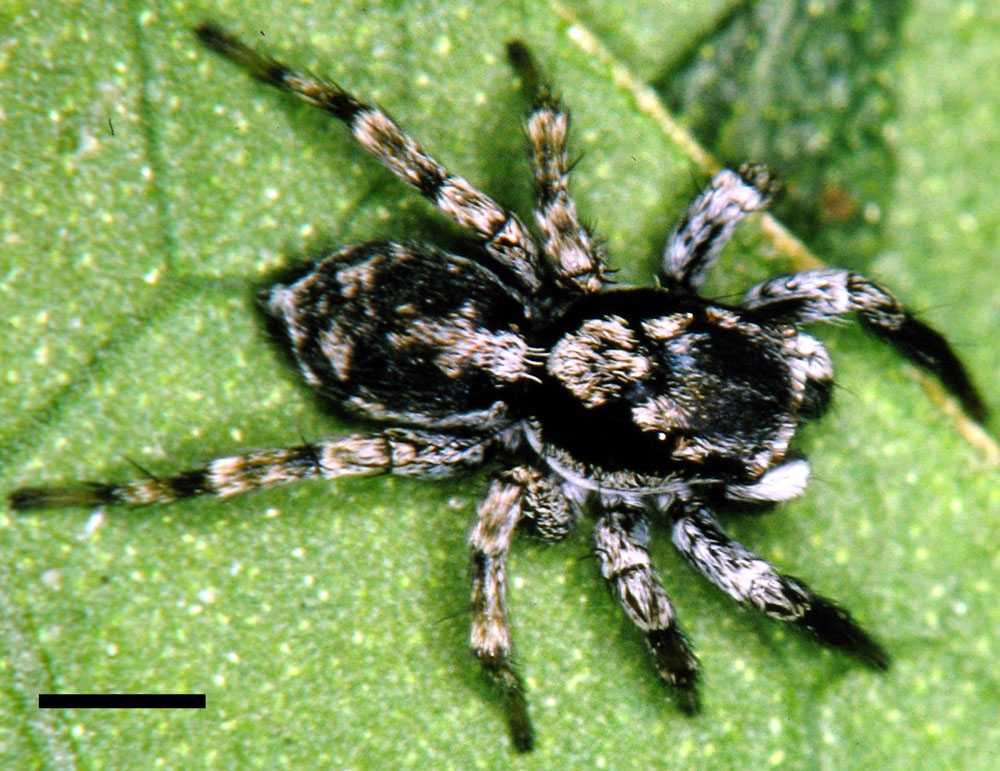
Naphrys pulex, maschio

- Naphrys acerba (Peckham & Peckham, 1909)[1] — USA, Messico
- Naphrys bufoides (Chamberlin & Ivie, 1944) — USA
- Naphrys pulex (Hentz, 1846) — USA, Canada
- Naphrys xerophila (Richman, 1981) — USA

## Napoca
Napoca Simon, 1901
- Napoca insignis (O. P.-Cambridge, 1872)[1] — Israele

## Natta
Natta Karsch, 1879
- Natta chionogaster (Simon, 1901) — Africa, Madagascar
- Natta horizontalis Karsch, 1879[1] — Africa, São Tomé, Yemen

## Naubolus
Naubolus Simon, 1901
- Naubolus albopunctatus Mello-Leitão, 1943 — Brasile
- Naubolus melloleitaoi Caporiacco, 1947 — Guyana
- Naubolus micans Simon, 1901[1] — Brasile
- Naubolus pallidus Mello-Leitão, 1945 — Argentina
- Naubolus posticatus Simon, 1901 — Brasile
- Naubolus sawayai Soares & Camargo, 1948 — Brasile
- Naubolus simplex Mello-Leitão, 1946 — Paraguay
- Naubolus trifasciatus Mello-Leitão, 1927 — Brasile
- Naubolus tristis Mello-Leitão, 1922 — Brasile

## Neaetha
Neaetha Simon, 1884
- Neaetha absheronica Logunov & Guseinov, 2002 — Macedonia, Azerbaigian
- Neaetha aegyptiaca Denis, 1947 — Egitto
- Neaetha alborufula Caporiacco, 1949 — Kenya
- Neaetha catula Simon, 1886 — Africa orientale e meridionale
- Neaetha catulina Berland & Millot, 1941 — Mali
- Neaetha cerussata (Simon, 1868) — Mediterraneo
- Neaetha fulvopilosa (Lucas, 1846) — Algeria, Tunisia
- Neaetha irreperta Wesolowska & Russell-Smith, 2000 — Tanzania
- Neaetha membrosa (Simon, 1868)[1] — Mediterraneo, Germania
- Neaetha oculata (O. P.-Cambridge, 1876) — Egitto, Arabia Saudita, Yemen
- Neaetha ravoisiei (Lucas, 1846) — Algeria, Africa orientale

### Sinonimie
- Neaetha murphyorum Prószynski, 2000;[4]

## Nebridia
Nebridia Simon, 1902
- Nebridia manni Bryant, 1943 — Hispaniola
- Nebridia mendica Bryant, 1943 — Hispaniola
- Nebridia parva Mello-Leitão, 1945 — Argentina
- Nebridia semicana Simon, 1902[1] — Venezuela

## Necatia
Necatia Özdikmen, 2007
- Necatia magnidens (Schenkel, 1963) — Cina

## Neobrettus
Neobrettus Wanless, 1984
- Neobrettus cornutus Deeleman-Reinhold & Floren, 2003 — Borneo
- Neobrettus nangalisagus Barrion, 2001 — Filippine
- Neobrettus phui Zabka, 1985 — Vietnam
- Neobrettus tibialis (Prószynski, 1978)[1] — dal Bhutan alla Malesia, Borneo
- Neobrettus xanthophyllum Deeleman-Reinhold & Floren, 2003 — Borneo

## Neon
Neon Simon, 1876

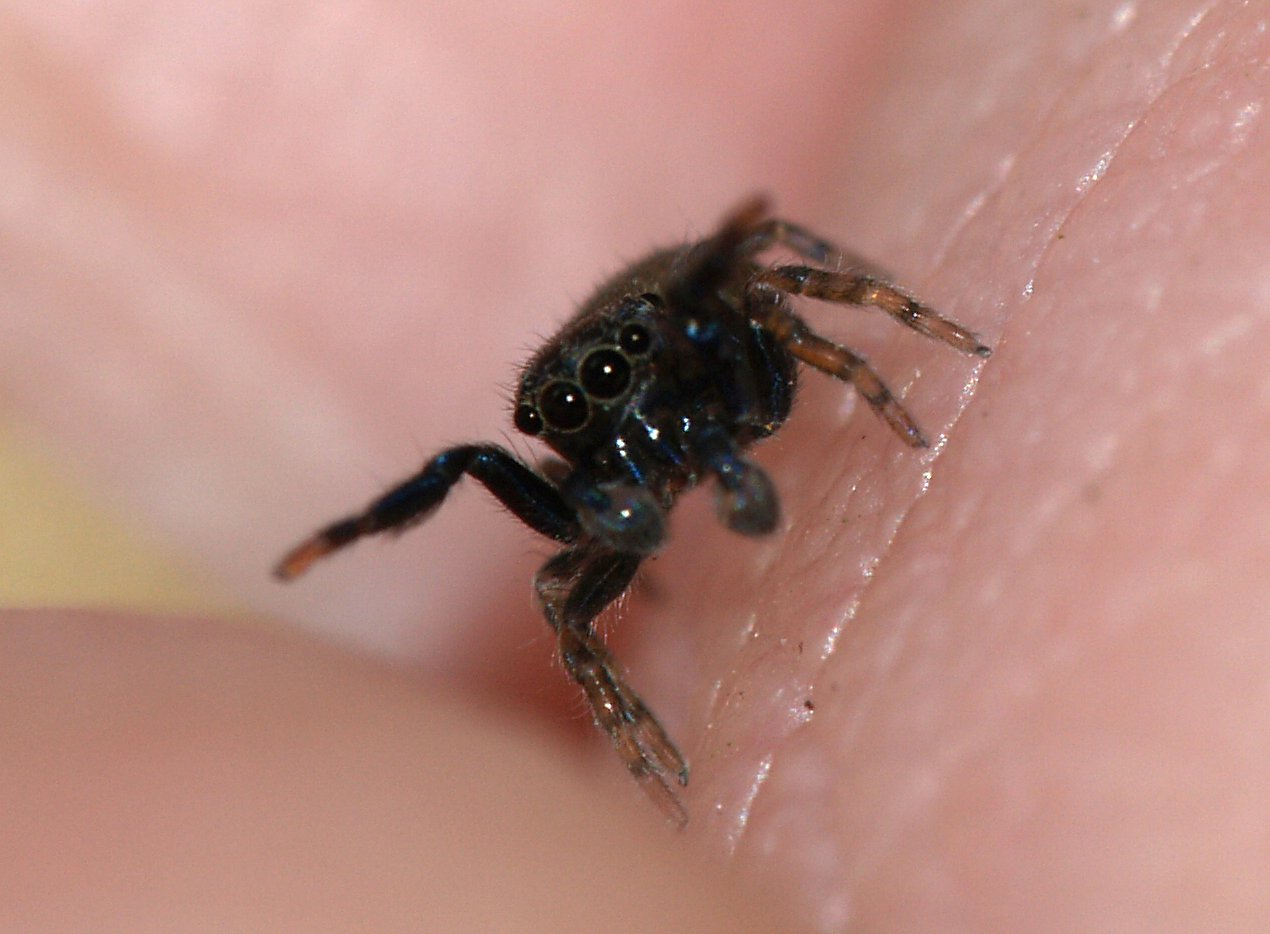
Neon valentulus

- Neon acoreensis Wunderlich, 2008 — Isole Azzorre
- Neon avalonus Gertsch & Ivie, 1955 — USA
- Neon caboverdensis Schmidt & Krause, 1998 — Isole Capo Verde
- Neon convolutus Denis, 1937 — Francia, Algeria
- Neon ellamae Gertsch & Ivie, 1955 — USA
- Neon kiyotoi Ikeda, 1995 — Giappone
- Neon kovblyuki Logunov, 2004 — Ucraina
- Neon levis (Simon, 1871) — Regione paleartica

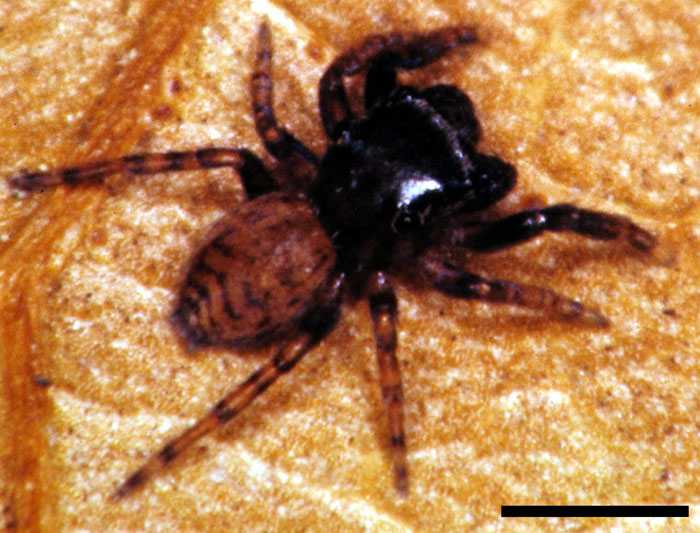
Neon nelli, maschio

- Neon minutus Zabka, 1985 — Corea, Vietnam, Taiwan, Giappone
- Neon muticus (Simon, 1871) — Corsica
- Neon nelli Peckham & Peckham, 1888 — USA, Canada
- Neon nigriceps Bryant, 1940 — Cuba
- Neon ningyo Ikeda, 1995 — Cina, Giappone
- Neon nojimai Ikeda, 1995 — Giappone
- Neon pictus Kulczyński, 1891 — dall'Europa sudorientale all'Asia centrale
- Neon pixii Gertsch & Ivie, 1955 — USA
- Neon plutonus Gertsch & Ivie, 1955 — USA

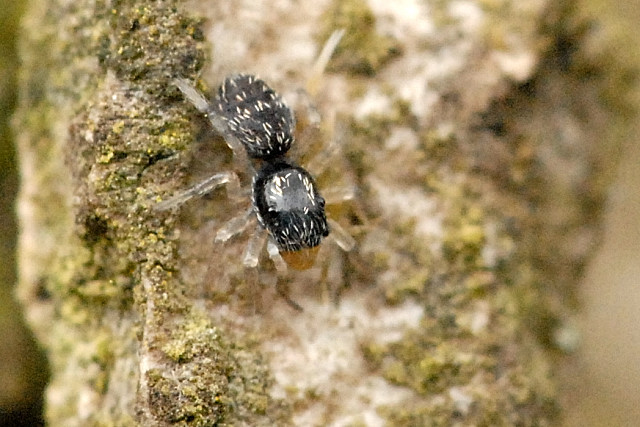
Neon reticulatus

- Neon punctulatus Karsch, 1880 — Bolivia
- Neon rayi (Simon, 1875) — dall'Europa meridionale e centrale al Kazakistan
- Neon reticulatus (Blackwall, 1853)[1] — Regione olartica
- Neon robustus Lohmander, 1945 — Europa occidentale
- Neon sumatranus Logunov, 1998 — Malesia, Indonesia, Nuova Guinea
- Neon valentulus Falconer, 1912 — dall'Europa all'Asia centrale
- Neon wangi Peng & Li, 2006 — Cina
- Neon zonatus Bao & Peng, 2002 — Taiwan

## Neonella
Neonella Gertsch, 1936

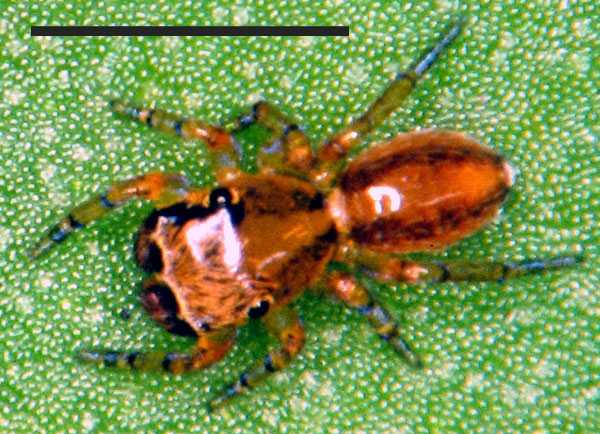
Neonella vinnula, maschio

- Neonella antillana Galiano, 1988 — Giamaica
- Neonella cabana Galiano, 1998 — Argentina
- Neonella camillae Edwards, 2002 — USA
- Neonella colalao Galiano, 1998 — Argentina
- Neonella lubrica Galiano, 1988 — Paraguay
- Neonella mayaguez Galiano, 1998 — Porto Rico
- Neonella minuta Galiano, 1965 — Argentina
- Neonella montana Galiano, 1988 — Argentina
- Neonella nana Galiano, 1988 — Paraguay
- Neonella noronha Ruiz, Brescovit & Freitas, 2007 — Brasile
- Neonella salafraria Ruiz & Brescovit, 2004 — Brasile
- Neonella vinnula Gertsch, 1936[1] — USA

## Nicylla
Nicylla Thorell, 1890
- Nicylla sundevalli Thorell, 1890[1] — Sumatra

## Nigorella
Nigorella Wesolowska & Tomasiewicz, 2008
- Nigorella aethiopica Wesolowska & Tomasiewicz, 2008[1] — Etiopia
- Nigorella albimana (Simon, 1902) — Africa centrale e occidentale
- Nigorella hirsuta Wesolowska, 2009 — Zimbabwe, Sudafrica
- Nigorella manica (Peckham & Peckham, 1903) — Zimbabwe

### Nomen dubium
- Nigorella plebeja (L. Koch, 1879);[5]

## Nimbarus
Nimbarus Rollard & Wesolowska, 2002
- Nimbarus pratensis Rollard & Wesolowska, 2002[1] — Guinea

## Noegus
Noegus Simon, 1900
- Noegus actinosus Simon, 1900 — Brasile, Perù
- Noegus arator Simon, 1900 — Brasile
- Noegus australis (Mello-Leitão, 1941) — Brasile
- Noegus bidens Simon, 1900 — Brasile, Argentina
- Noegus coccineus Simon, 1900 — Brasile
- Noegus comatulus Simon, 1900 — Brasile, Argentina
- Noegus difficilis (Soares & Camargo, 1948) — Brasile
- Noegus franganilloi (Caporiacco, 1947) — Guyana
- Noegus fulvocristatus Simon, 1900 — Brasile
- Noegus fuscimanus Simon, 1900 — Brasile
- Noegus fuscomanus (Taczanowski, 1878) — Perù
- Noegus lodovicoi Ruiz & Brescovit, 2008 — Guyana
- Noegus mantovani Bauab & Soares, 1978 — Brasile
- Noegus niger (Caporiacco, 1947) — Guyana
- Noegus niveogularis Simon, 1900 — Brasile
- Noegus niveomarginatus Simon, 1900 — Brasile
- Noegus pallidus (Mello-Leitão, 1947) — Brasile
- Noegus petrusewiczi Caporiacco, 1947[6] — Guyana
- Noegus rufus Simon, 1900 — Perù, Brasile
- Noegus spiralifer (F. O. P.-Cambridge, 1901) — Guatemala, Panama
- Noegus transversalis Simon, 1900 — Brasile
- Noegus trilineatus (Mello-Leitão, 1940) — Brasile, Guyana
- Noegus uncatus Simon, 1900 — Brasile
- Noegus vulpio Simon, 1900[1] — Brasile, Guyana

## Nosferattus
Nosferattus Ruiz & Brescovit, 2005
- Nosferattus aegis Ruiz & Brescovit, 2005 — Brasile
- Nosferattus ciliatus Ruiz & Brescovit, 2005 — Brasile
- Nosferattus discus Ruiz & Brescovit, 2005[1] — Brasile
- Nosferattus occultus Ruiz & Brescovit, 2005 — Brasile
- Nosferattus palmatus Ruiz & Brescovit, 2005 — Brasile

## Nungia
Nungia Zabka, 1985
- Nungia epigynalis Zabka, 1985[1] — Cina, Vietnam

## Nycerella
Nycerella Galiano, 1982
- Nycerella aprica (Peckham & Peckham, 1896) — Brasile, Paraguay, Argentina
- Nycerella decorata (Peckham & Peckham, 1893)[1] — Panama, Colombia, Isole Saint Vincent e Grenadine (Piccole Antille)
- Nycerella delecta (Peckham & Peckham, 1896) — dal Messico a Panama
- Nycerella donaldi (Chickering, 1946) — Panama
- Nycerella melanopygia Galiano, 1982 — Brasile
- Nycerella neglecta Galiano, 1982 — da Panama all'Ecuador
- Nycerella sanguinea (Peckham & Peckham, 1896) — dal Guatemala a Panama
  - Nycerella sanguinea paradoxa (Peckham & Peckham, 1896) — Guatemala
- Nycerella volucripes Galiano, 1982 — Brasile, Perù

## Ocnotelus
Ocnotelus Simon, 1902
- Ocnotelus imberbis Simon, 1902[1] — Brasile
- Ocnotelus lunatus Mello-Leitão, 1947 — Brasile
- Ocnotelus rubrolunatus Mello-Leitão, 1945 — Argentina

## Ocrisiona
Ocrisiona Simon, 1901

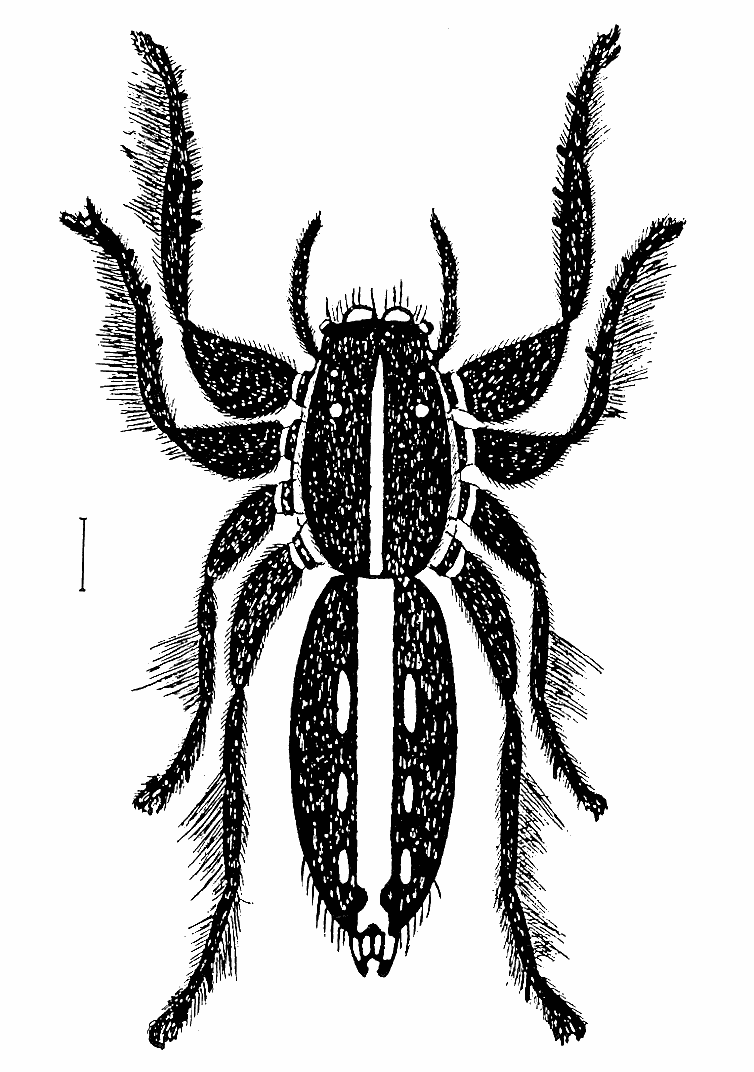
Ocrisiona leucocomis, femmina immatura, disegno

- Ocrisiona aerata (L. Koch, 1879) — Queensland
- Ocrisiona cinerea (L. Koch, 1879) — Nuova Zelanda
- Ocrisiona eucalypti Zabka, 1990 — Queensland
- Ocrisiona frenata Simon, 1901 — Hong Kong
- Ocrisiona koahi Zabka, 1990 — Queensland
- Ocrisiona leucocomis (L. Koch, 1879)[1] — Australia, Nuova Zelanda
- Ocrisiona liturata (L. Koch, 1879) — Queensland
- Ocrisiona melancholica (L. Koch, 1879) — Australia orientale, Isola Lord Howe
- Ocrisiona melanopyga Simon, 1901 — Tasmania
- Ocrisiona parallelestriata (L. Koch, 1879) — Queensland
- Ocrisiona parmeliae Zabka, 1990 — Australia occidentale
- Ocrisiona suilingensis Peng, Liu & Kim, 1999 — Cina
- Ocrisiona victoriae Zabka, 1990 — Victoria (Australia)
- Ocrisiona yakatunyae Zabka, 1990 — Australia occidentale

## Ogdenia
Ogdenia Peckham & Peckham, 1908
- Ogdenia mutilla (Peckham & Peckham, 1907)[1] — Borneo

## Ohilimia
Ohilimia Strand, 1911
- Ohilimia albomaculata (Thorell, 1881)[1] — Arcipelago delle Molucche, Nuova Guinea
- Ohilimia scutellata (Kritscher, 1959) — Nuova Guinea, Queensland

## Omoedus
Omoedus Thorell, 1881
- Omoedus cordatus Berry, Beatty & Prószynski, 1996 — Isole Figi
- Omoedus kulczynskii Prószynski, 1971 — Nuova Guinea
- Omoedus niger Thorell, 1881[1] — Nuova Guinea
- Omoedus piceus Simon, 1902 — Arcipelago delle Molucche, Nuova Guinea

## Onofre
Onofre Ruiz & Brescovit, 2007
- Onofre carnifex Ruiz & Brescovit, 2007 — Brasile
- Onofre necator Ruiz & Brescovit, 2007 — Brasile
- Onofre sibilans Ruiz & Brescovit, 2007[1] — Brasile

## Onomastus
Onomastus Simon, 1900

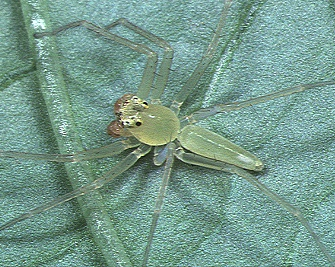
Onomastus kanoi, maschio

- Onomastus complexipalpis Wanless, 1980 — Borneo
- Onomastus indra Benjamin, 2010 — India
- Onomastus kaharian Benjamin, 2010 — Thailandia, Borneo
- Onomastus kanoi Ono, 1995 — Okinawa (Giappone)
- Onomastus nigricaudus Simon, 1900[1] — Sri Lanka
- Onomastus nigrimaculatus Zhang & Li, 2005 — Cina
- Onomastus patellaris Simon, 1900 — India
- Onomastus pethiyagodai Benjamin, 2010 — Sri Lanka
- Onomastus quinquenotatus Simon, 1900 — Sri Lanka
- Onomastus rattotensis Benjamin, 2010 — Sri Lanka
- Onomastus simoni Zabka, 1985 — Vietnam

## Opisthoncana
Opisthoncana Strand, 1913
- Opisthoncana formidabilis Strand, 1913[1] — Nuova Irlanda

## Opisthoncus
Opisthoncus L. Koch, 1880

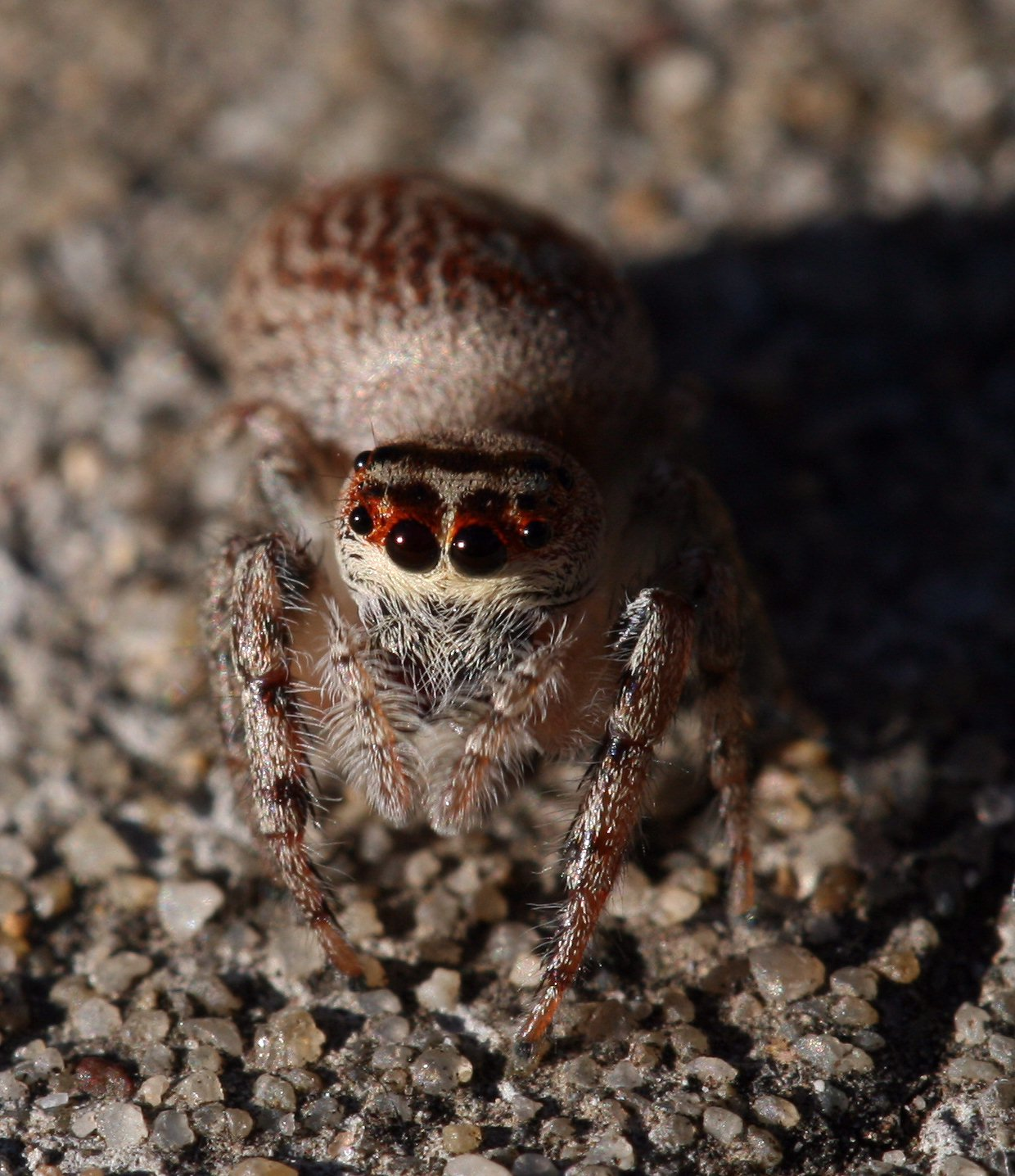
Opisthoncus sp., vista frontale

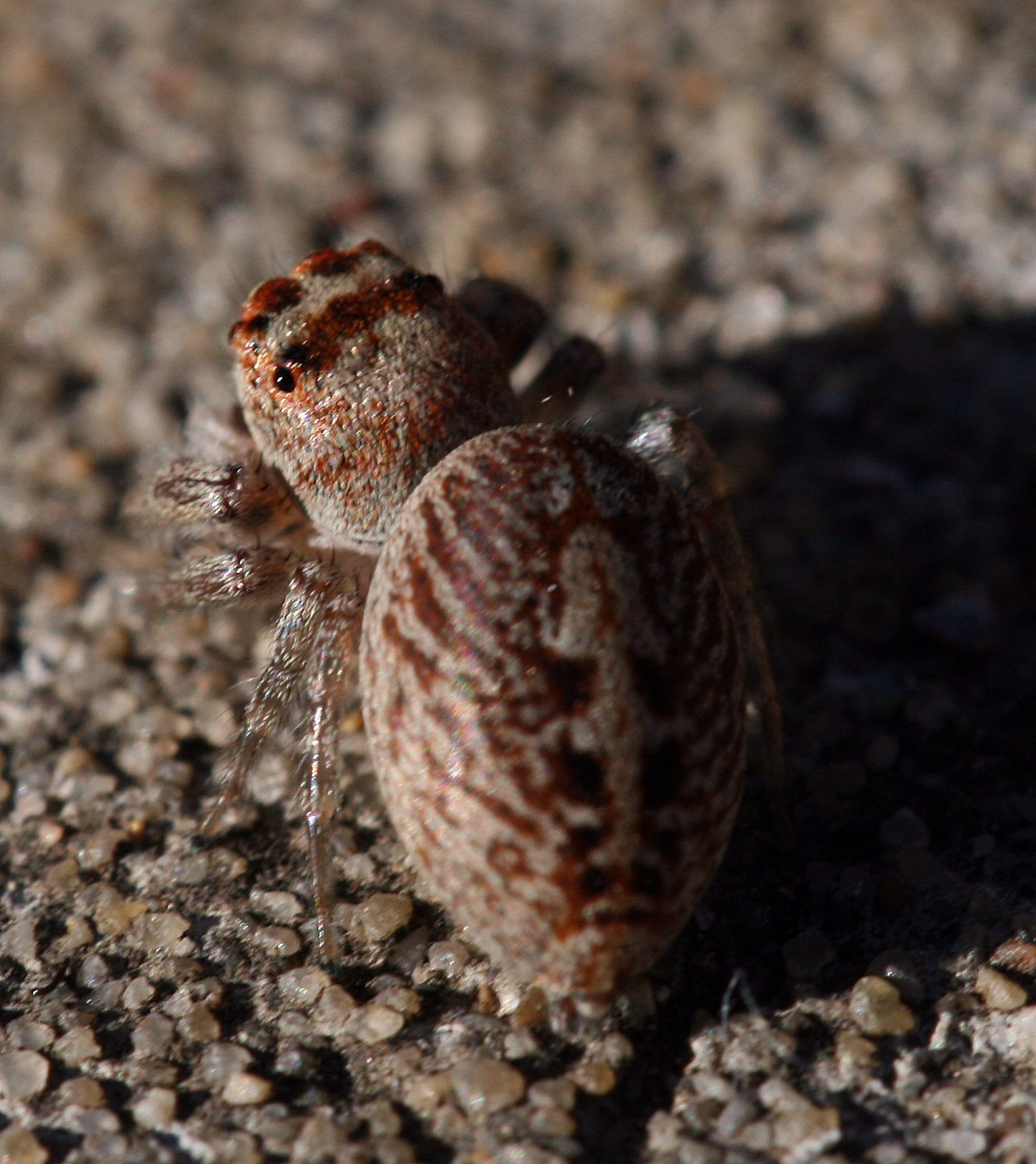
Opisthoncus sp., vista dorsale

- Opisthoncus abnormis L. Koch, 1881 — Queensland, Nuovo Galles del Sud
- Opisthoncus albiventris L. Koch, 1881 — Nuovo Galles del Sud
- Opisthoncus alborufescens L. Koch, 1880 — Queensland, Nuovo Galles del Sud
- Opisthoncus barbipalpis (Keyserling, 1882) — Queensland
- Opisthoncus bellus (Karsch, 1878) — Nuovo Galles del Sud
- Opisthoncus bitaeniatus L. Koch, 1880 — Queensland, Nuovo Galles del Sud
- Opisthoncus clarus Keyserling, 1883 — Queensland
- Opisthoncus confinis L. Koch, 1881 — Queensland
- Opisthoncus delectabilis Rainbow, 1920 — Isola Lord Howe
- Opisthoncus devexus Simon, 1909 — Australia occidentale
- Opisthoncus eriognathus (Thorell, 1881) — Nuova Guinea
- Opisthoncus grassator Keyserling, 1883 — Queensland
- Opisthoncus inconspicuus (Thorell, 1881) — Nuova Guinea
- Opisthoncus keyserlingi Zabka, 1991 — Nuovo Galles del Sud
- Opisthoncus kochi Zabka, 1991 — Nuovo Galles del Sud
- Opisthoncus lineativentris L. Koch, 1880 — Queensland, Nuovo Galles del Sud
- Opisthoncus machaerodus Simon, 1909 — Australia occidentale
- Opisthoncus magnidens L. Koch, 1880 — Queensland, Nuovo Galles del Sud
- Opisthoncus mandibularis L. Koch, 1880 — Nuovo Galles del Sud
- Opisthoncus mordax L. Koch, 1880 — Nuovo Galles del Sud
- Opisthoncus necator L. Koch, 1881 — Nuova Guinea, Queensland, Nuovo Galles del Sud
- Opisthoncus nigrifemur Strand, 1911 — Nuova Britannia
- Opisthoncus nigrofemoratus (L. Koch, 1867) — Australia
- Opisthoncus pallidulus L. Koch, 1880 — Nuovo Galles del Sud
- Opisthoncus parcedentatus L. Koch, 1880 — Queensland, Nuovo Galles del Sud
- Opisthoncus polyphemus (L. Koch, 1867)[1] — Nuova Guinea, Queensland, Nuovo Galles del Sud
- Opisthoncus quadratarius (L. Koch, 1867) — Queensland
- Opisthoncus rubriceps (Thorell, 1881) — Queensland
- Opisthoncus serratofasciatus L. Koch, 1881 — Nuovo Galles del Sud
- Opisthoncus sexmaculatus (C. L. Koch, 1846) — Nuovo Galles del Sud
- Opisthoncus tenuipes (Keyserling, 1882) — Queensland
- Opisthoncus unicolor L. Koch, 1881 — Queensland
- Opisthoncus versimilis Peckham & Peckham, 1901 — Victoria (Australia)

## Orissania
Orissania Prószynski, 1992
- Orissania daitarica Prószynski, 1992[1] — India

## Orsima
Orsima Simon, 1901
- Orsima constricta Simon, 1901[1] — Africa occidentale e centrale
- Orsima ichneumon (Simon, 1901) — Malesia, Sumatra, Borneo

## Orthrus
Orthrus Simon, 1900
- Orthrus bicolor Simon, 1900[1] — Filippine
- Orthrus calilungae Barrion, 1998 — Filippine
- Orthrus muluensis Wanless, 1980 — Borneo
- Orthrus palawanensis Wanless, 1980 — Filippine

## Orvilleus
Orvilleus Chickering, 1946
- Orvilleus crassus Chickering, 1946[1] — Panama

## Osericta
Osericta Simon, 1901
- Osericta cheliferoides (Taczanowski, 1878) — Perù
- Osericta dives Simon, 1901[1] — Brasile

## Pachomius
Pachomius Peckham & Peckham, 1896
- Pachomius dybowskii (Taczanowski, 1871)[1] — dal Messico all'Ecuador, Brasile
- Pachomius hadzji (Caporiacco, 1955) — Venezuela
- Pachomius maculosus (Chickering, 1946) — Panama, Venezuela
- Pachomius peckhamorum Galiano, 1994 — Panama
- Pachomius sextus Galiano, 1994 — Venezuela, Brasile
- Pachomius villeta Galiano, 1994 — Colombia, Venezuela

## Pachyballus
Pachyballus Simon, 1900

Attualmente, a maggio 2010, si compone di sei specie e una sottospecie:
- Pachyballus castaneus Simon, 1900 — Sudafrica
- Pachyballus cordiformis Berland & Millot, 1941 — Costa d'Avorio
- Pachyballus flavipes Simon, 1910 — Costa d'Avorio, Bioko (Golfo di Guinea)
  - Pachyballus flavipes aurantius Caporiacco, 1949 — Kenya
- Pachyballus gambeyi (Simon, 1880) — Nuova Caledonia
- Pachyballus transversus Simon, 1900[1] — Guinea-Bissau, Congo, Zanzibar, Sudafrica
- Pachyballus variegatus Lessert, 1925 — Africa orientale

### Specie trasferite
- Pachyballus rotundus Wesolowska & van Harten, 1994: a seguito di uno studio approfondito degli aracnologi Wesolowska e van Harten del 2007, questa specie, per i suoi caratteri distintivi, ha costituito un genere a parte assumendo la nuova denominazione Planiemen rotundus

## Pachyonomastus
Pachyonomastus Caporiacco, 1947
- Pachyonomastus kittenbergeri Caporiacco, 1947[1] — Africa orientale

## Pachypoessa
Pachypoessa Simon, 1902
- Pachypoessa lacertosa Simon, 1902[1] — Africa meridionale, Madagascar
- Pachypoessa plebeja (L. Koch, 1875) — Africa

## Padilla
Padilla Peckham & Peckham, 1894
- Padilla ambigua Ledoux, 2007 — Isola Réunion
- Padilla armata Peckham & Peckham, 1894[1] — Madagascar
- Padilla astina Andriamalala, 2007 — Madagascar
- Padilla boritandroka Andriamalala, 2007 — Madagascar
- Padilla cornuta (Peckham & Peckham, 1885) — Madagascar
- Padilla foty Andriamalala, 2007 — Madagascar
- Padilla graminicola Ledoux, 2007 — Isola Réunion
- Padilla griswoldi Andriamalala, 2007 — Madagascar
- Padilla javana Simon, 1900 — Giava
- Padilla lavatandroka Andriamalala, 2007 — Madagascar
- Padilla maingoka Andriamalala, 2007 — Madagascar
- Padilla manjelatra Andriamalala, 2007 — Madagascar
- Padilla mazavaloha Andriamalala, 2007 — Madagascar
- Padilla mihaingo Andriamalala, 2007 — Madagascar
- Padilla mitohy Andriamalala, 2007 — Madagascar
- Padilla ngeroka Andriamalala, 2007 — Madagascar
- Padilla ombimanga Andriamalala, 2007 — Madagascar
- Padilla sartor Simon, 1900 — Madagascar

## Palpelius
Palpelius Simon, 1903
- Palpelius albofasciatus Peckham & Peckham, 1907 — Borneo
- Palpelius arboreus Peckham & Peckham, 1907 — Borneo
- Palpelius beccarii (Thorell, 1881)[1] — dall'Arcipelago delle Molucche all'Australia
- Palpelius clarus Roewer, 1938 — Nuova Guinea
- Palpelius dearmatus (Thorell, 1881) — Queensland
- Palpelius discedens Kulczyński, 1910 — Arcipelago delle Bismarck
- Palpelius fuscoannulatus (Strand, 1911) — Isole Aru
- Palpelius kuekenthali (Pocock, 1897) — Arcipelago delle Molucche
- Palpelius namosi Berry, Beatty & Prószynski, 1996 — Isole Figi
- Palpelius nemoralis Peckham & Peckham, 1907 — Borneo
- Palpelius taveuniensis Patoleta, 2008 — Isole Figi
- Palpelius trigyrus Berry, Beatty & Prószynski, 1996 — Isole Caroline
- Palpelius vanuaensis Patoleta, 2008 — Isole Figi
- Palpelius vitiensis Patoleta, 2008 — Isole Figi

## Panachraesta
Panachraesta Simon, 1900
- Panachraesta paludosa Simon, 1900[1] — Sri Lanka

## Pancorius
Pancorius Simon, 1902
- Pancorius animosus Peckham & Peckham, 1907 — Borneo
- Pancorius borneensis Simon, 1902 — Borneo
- Pancorius changricus Zabka, 1990 — Bhutan
- Pancorius cheni Peng & Li, 2008 — Cina
- Pancorius crassipes (Karsch, 1881) — Regione paleartica
- Pancorius curtus (Simon, 1877) — Filippine
- Pancorius dabanis (Hogg, 1922) — India
- Pancorius darjeelingianus Prószynski, 1992 — India
- Pancorius dentichelis (Simon, 1899)[1] — Sumatra
- Pancorius fasciatus Peckham & Peckham, 1907 — Borneo
- Pancorius goulufengensis Peng et al., 1998 — Cina
- Pancorius hainanensis Song & Chai, 1991 — Cina
- Pancorius hongkong Song et al., 1997 — Hong Kong
- Pancorius kaskiae Zabka, 1990 — Nepal
- Pancorius kohi Zhang, Song & Li, 2003 — Singapore
- Pancorius magniformis Zabka, 1990 — Bhutan
- Pancorius magnus Zabka, 1985 — India, Vietnam, Taiwan
- Pancorius minutus Zabka, 1985 — Cina, Nepal, Vietnam
- Pancorius naevius Simon, 1902 — Giava, Sumatra
- Pancorius protervus (Simon, 1902) — Malesia
- Pancorius relucens (Simon, 1901) — Hong Kong
- Pancorius scoparius Simon, 1902 — Giava
- Pancorius submontanus Prószynski, 1992 — India
- Pancorius tagorei Prószynski, 1992 — India
- Pancorius taiwanensis Bao & Peng, 2002 — Taiwan
- Pancorius thorelli (Simon, 1899) — Sumatra
- Pancorius wangdicus Zabka, 1990 — Bhutan

## Pandisus
Pandisus Simon, 1900
- Pandisus decorus Wanless, 1980 — Madagascar
- Pandisus indicus Prószynski, 1992 — India
- Pandisus modestus (Peckham & Wheeler, 1889) — Madagascar
- Pandisus parvulus Wanless, 1980 — Madagascar
- Pandisus sarae Wanless, 1980 — Madagascar
- Pandisus scalaris Simon, 1900[1] — Madagascar

## Panysinus
Panysinus Simon, 1901
- Panysinus grammicus Simon, 1902 — India
- Panysinus nicholsoni (O. P.-Cambridge, 1899) — Giava; Europa (introdotto)
- Panysinus nitens Simon, 1901[1] — Malaysia, Sumatra
- Panysinus semiargenteus (Simon, 1877) — Filippine
- Panysinus semiermis Simon, 1902 — Sri Lanka

## Paracyrba
Paracyrba Zabka & Kovac, 1996
- Paracyrba wanlessi Zabka & Kovac, 1996 — Malaysia

## Paradamoetas
Paradamoetas Peckham & Peckham, 1885
- Paradamoetas carus (Peckham & Peckham, 1892) — dal Messico ad El Salvador
- Paradamoetas changuinola Cutler, 1982 — Panama
- Paradamoetas fontanus (Levi, 1951) — USA, Canada
- Paradamoetas formicinus Peckham & Peckham, 1885[1] — dagli USA al Nicaragua

## Paradecta
Paradecta Bryant, 1950
- Paradecta darlingtoni Bryant, 1950 — Giamaica
- Paradecta festiva Bryant, 1950[1] — Giamaica
- Paradecta gratiosa Bryant, 1950 — Giamaica
- Paradecta valida Bryant, 1950 — Giamaica

## Paradescanso
Paradescanso Vellard, 1924
- Paradescanso fallax Vellard, 1924[1] — Brasile

## Parafluda
Parafluda Chickering, 1946
- Parafluda banksi Chickering, 1946[1] — da Panama all'Argentina

## Paraharmochirus
Paraharmochirus Szombathy, 1915
- Paraharmochirus monstrosus Szombathy, 1915[1] — Nuova Guinea

## Paraheliophanus
Paraheliophanus Clark & Benoit, 1977
- Paraheliophanus jeanae Clark & Benoit, 1977 — Isola di Sant'Elena
- Paraheliophanus napoleon Clark & Benoit, 1977 — Isola di Sant'Elena
- Paraheliophanus sanctaehelenae Clark & Benoit, 1977 — Isola di Sant'Elena
- Paraheliophanus subinstructus (O. P.-Cambridge, 1873)[1] — Isola di Sant'Elena

## Parahelpis
Parahelpis Gardzinska & Zabka, 2010
- Parahelpis abnormis (Zabka, 2002)[1] - Australia (Queensland)
- Parahelpis smithae Gardzinska & Zabka, 2010 - Australia (Nuovo Galles del Sud)

## Parajotus
Parajotus Peckham & Peckham, 1903
- Parajotus cinereus Wesolowska, 2004 — Congo, Uganda
- Parajotus obscurofemoratus Peckham & Peckham, 1903[1] — Sudafrica
- Parajotus refulgens Wesolowska, 2000 — Zimbabwe

## Paramarpissa
Paramarpissa F. O. P.-Cambridge, 1901
- Paramarpissa albopilosa (Banks, 1902) — USA, Messico
- Paramarpissa griswoldi Logunov & Cutler, 1999 — USA, Messico
- Paramarpissa laeta Logunov & Cutler, 1999 — Messico
- Paramarpissa piratica (Peckham & Peckham, 1888) — USA, Messico
- Paramarpissa sarta Logunov & Cutler, 1999 — Messico
- Paramarpissa tibialis F. O. P.-Cambridge, 1901[1] — Messico

## Paraneaetha
Paraneaetha Denis, 1947
- Paraneaetha diversa Denis, 1947[1] — Egitto

## Paraphidippus

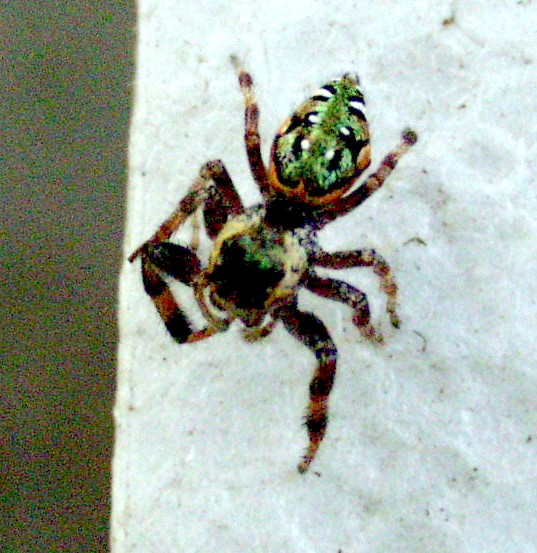
Paraphidippus aurantius

Paraphidippus F. O. P.-Cambridge, 1901
- Paraphidippus aurantius (Lucas, 1833) — dagli USA a Panama, Grandi Antille
- Paraphidippus basalis (Banks, 1904) — USA
- Paraphidippus disjunctus (Banks, 1898) — dal Messico alla Costa Rica
- Paraphidippus fartilis (Peckham & Peckham, 1888) — dagli USA alla Costa Rica
- Paraphidippus fulgidus (C. L. Koch, 1846) — Messico
- Paraphidippus funebris (Banks, 1898) — dal Messico alla Costa Rica
- Paraphidippus fuscipes (C. L. Koch, 1846) — Messico
- Paraphidippus incontestus (Banks, 1909) — Costa Rica
- Paraphidippus inermis F. O. P.-Cambridge, 1901 — dal Messico alla Costa Rica
- Paraphidippus laniipes F. O. P.-Cambridge, 1901[1] — Messico
- Paraphidippus luteus (Peckham & Peckham, 1896) — Honduras, Costa Rica
- Paraphidippus mexicanus (Peckham & Peckham, 1888) — Messico
- Paraphidippus nigropilosus (Banks, 1898) — Messico
- Paraphidippus nitens (C. L. Koch, 1846) — Messico

## Paraphilaeus
Paraphilaeus Zabka, 2003
- Paraphilaeus daemeli (Keyserling, 1883)[1] — Queensland, Nuovo Galles del Sud

## Paraplatoides
Paraplatoides Zabka, 1992
- Paraplatoides caledonicus (Berland, 1932) — Nuova Caledonia
- Paraplatoides christopheri Zabka, 1992 — Queensland
- Paraplatoides darwini Waldock, 2009 — Australia occidentale
- Paraplatoides hirsti Zabka, 1992 — Australia meridionale
- Paraplatoides longulus Zabka, 1992 — Queensland
- Paraplatoides niger Zabka, 1992 — dal Nuovo Galles del Sud alla Tasmania
- Paraplatoides tenerrimus (L. Koch, 1879)[1] — Queensland

## Paraplexippus
Paraplexippus Franganillo, 1930
- Paraplexippus quadrisignatus Franganillo, 1930 — Cuba
- Paraplexippus sexsignatus Franganillo, 1930[1] — Cuba

## Parasaitis
Parasaitis Bryant, 1950
- Parasaitis femoralis Bryant, 1950[1] — Giamaica

## Parathiodina
Parathiodina Bryant, 1943
- Parathiodina compta Bryant, 1943[1] — Hispaniola

## Parnaenus
Parnaenus Peckham & Peckham, 1896
- Parnaenus cuspidatus F. O. P.-Cambridge, 1901 — Guatemala, El Salvador
- Parnaenus cyanidens (C. L. Koch, 1846)[1] — dal Guatemala al Perù, Bolivia, Brasile, Guyana
- Parnaenus metallicus (C. L. Koch, 1846) — Brasile, Argentina

## Peckhamia
Peckhamia Simon, 1901
- Peckhamia americana (Peckham & Peckham, 1892) — USA, Messico
- Peckhamia argentinensis Galiano, 1986 — Argentina
- Peckhamia picata (Hentz, 1846) — America settentrionale
- Peckhamia prescotti Chickering, 1946 — El Salvador, Panama
- Peckhamia scorpionia (Hentz, 1846)[1] — USA, Canada
- Peckhamia seminola Gertsch, 1936 — USA
- Peckhamia soesilae Makhan, 2006 — Suriname
- Peckhamia variegata (F. O. P.-Cambridge, 1900) — Panama

## Pelegrina
Pelegrina Franganillo, 1930

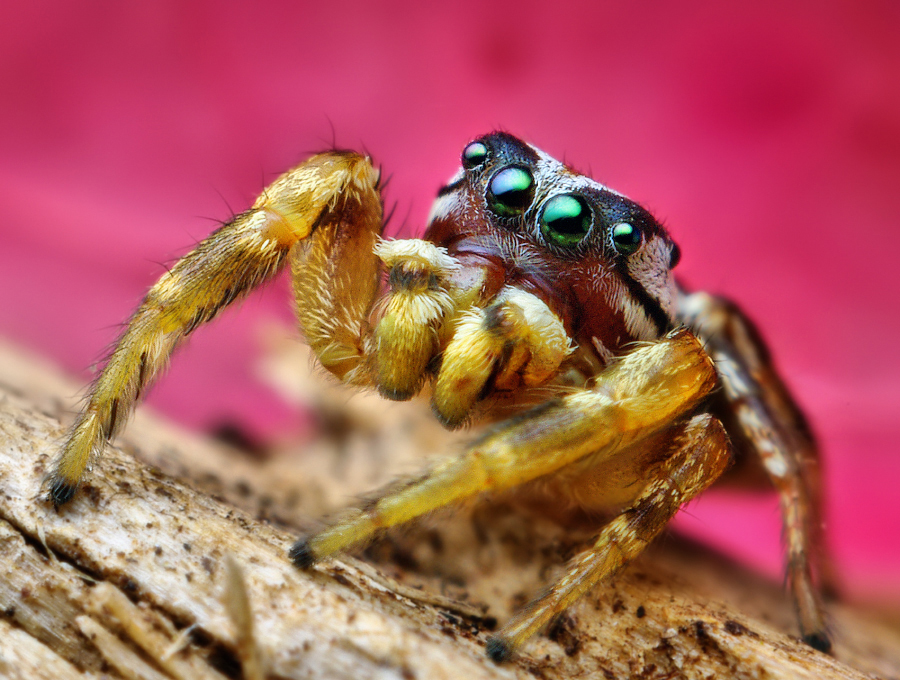
Pelegrina pervaga, maschio adulto

- Pelegrina aeneola (Curtis, 1892) — America settentrionale
- Pelegrina arizonensis (Peckham & Peckham, 1901) — America settentrionale
- Pelegrina balia Maddison, 1996 — USA
- Pelegrina bicuspidata (F. O. P.-Cambridge, 1901) — Messico, Guatemala
- Pelegrina bunites Maddison, 1996 — USA, Messico
- Pelegrina chaimona Maddison, 1996 — USA, Messico
- Pelegrina chalceola Maddison, 1996 — USA
- Pelegrina clavator Maddison, 1996 — Messico
- Pelegrina clemata (Levi, 1951) — USA, Canada
- Pelegrina dithalea Maddison, 1996 — USA
- Pelegrina edrilana Maddison, 1996 — Messico
- Pelegrina exigua (Banks, 1892) — USA

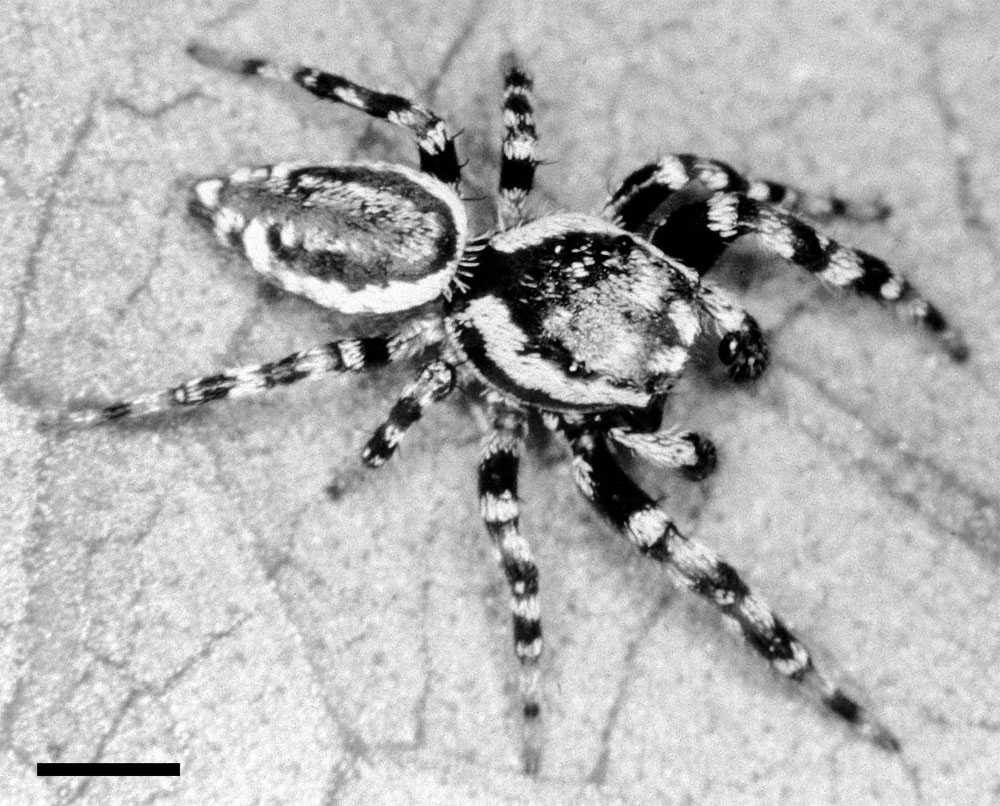
Pelegrina galathea, maschio

- Pelegrina flaviceps (Kaston, 1973) — USA, Canada
- Pelegrina flavipes (Peckham & Peckham, 1888) — USA, Canada
- Pelegrina furcata (F. O. P.-Cambridge, 1901) — USA, Messico
- Pelegrina galathea (Walckenaer, 1837) — dal Canada alla Costa Rica, Arcipelago delle Bermuda
- Pelegrina helenae (Banks, 1921) — USA
- Pelegrina huachuca Maddison, 1996 — USA
- Pelegrina insignis (Banks, 1892) — USA, Canada
- Pelegrina kastoni Maddison, 1996 — USA, Messico
- Pelegrina montana (Emerton, 1891) — USA, Canada
- Pelegrina morelos Maddison, 1996 — Messico
- Pelegrina neoleonis Maddison, 1996 — Messico
- Pelegrina ochracea (F. O. P.-Cambridge, 1901) — Messico, Guatemala
- Pelegrina orestes Maddison, 1996 — USA, Messico

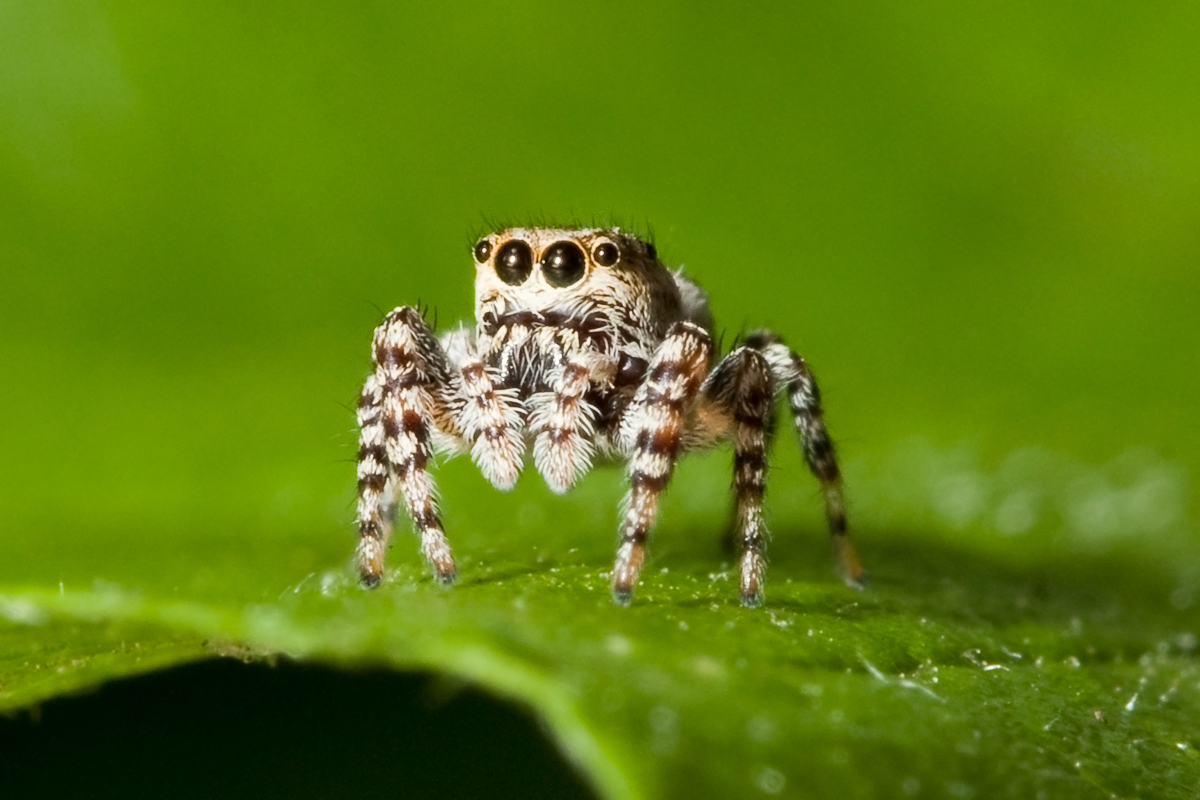
Pelegrina galathea, femmina

- Pelegrina pallidata (F. O. P.-Cambridge, 1901) — dal Messico al Nicaragua
- Pelegrina peckhamorum (Kaston, 1973) — USA
- Pelegrina pervaga (Peckham & Peckham, 1909) — USA
- Pelegrina proterva (Walckenaer, 1837) — USA, Canada
- Pelegrina proxima (Peckham & Peckham, 1901)[1] — Isole Bahama, Cuba, Hispaniola, Giamaica
- Pelegrina sabinema Maddison, 1996 — USA
- Pelegrina sandaracina Maddison, 1996 — dal Messico al Nicaragua
- Pelegrina tillandsiae (Kaston, 1973) — USA
- Pelegrina tristis Maddison, 1996 — USA
- Pelegrina variegata (F. O. P.-Cambridge, 1901) — dal Messico a Panama
- Pelegrina verecunda (Chamberlin & Gertsch, 1930) — USA, Messico
- Pelegrina volcana Maddison, 1996 — Panama
- Pelegrina yucatecana Maddison, 1996 — Messico

## Pellenes
Pellenes Simon, 1876

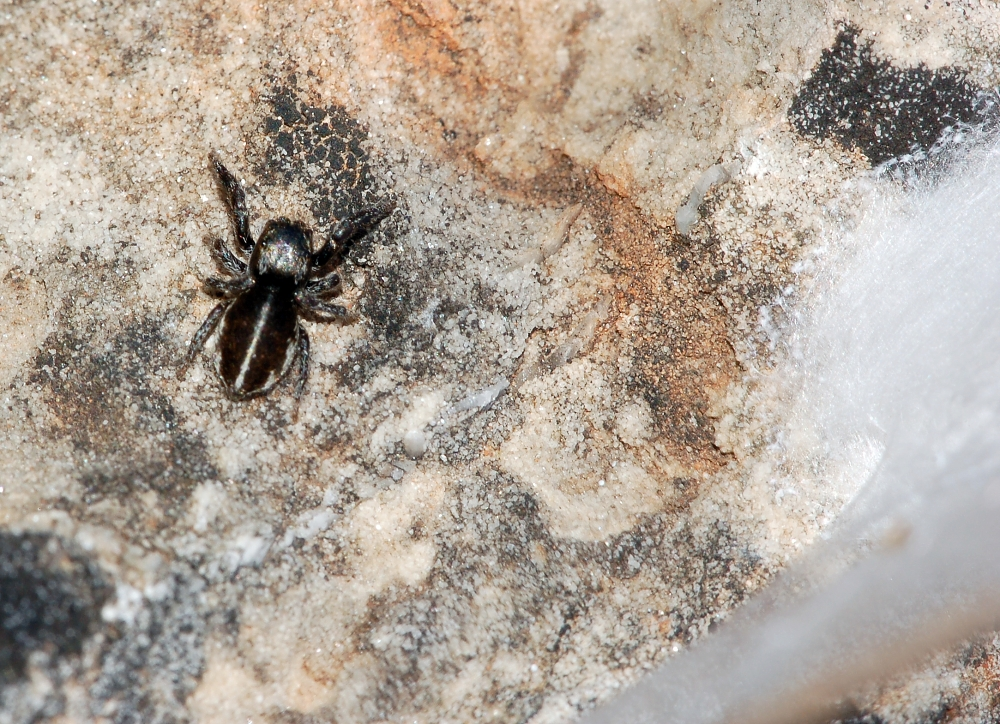
Pellenes brevis

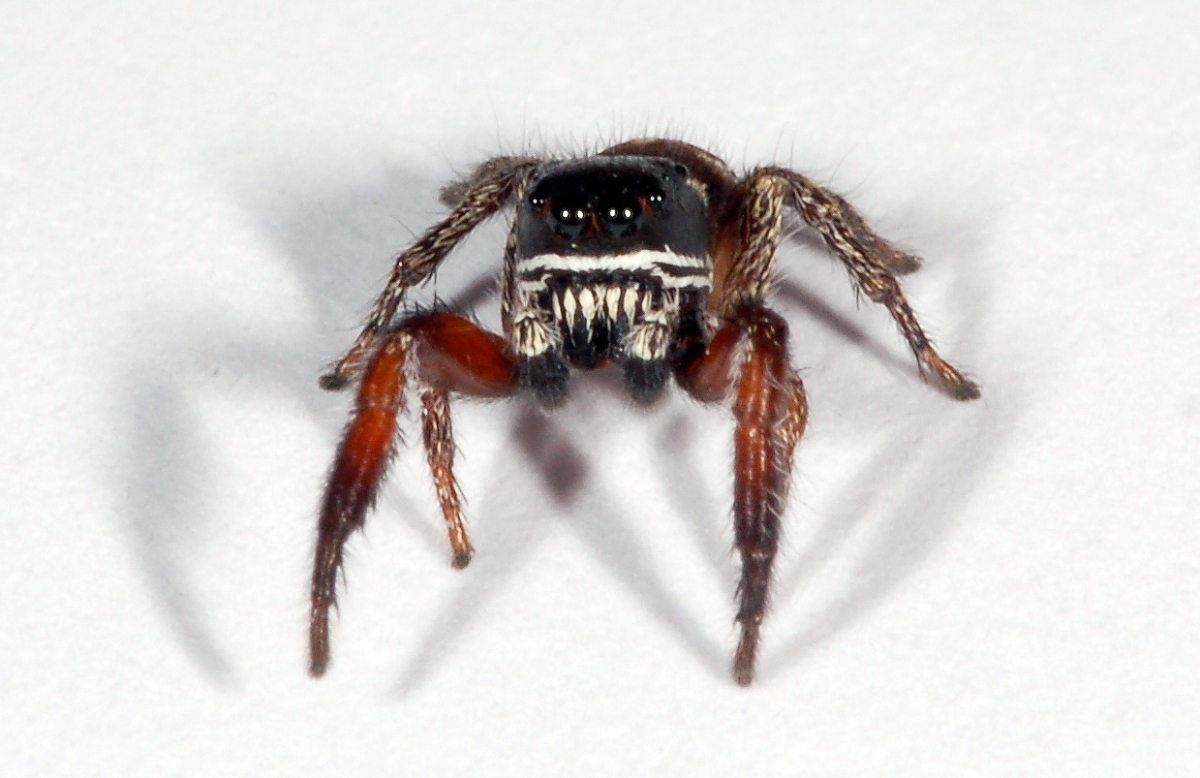
Pellenes nigrociliatus

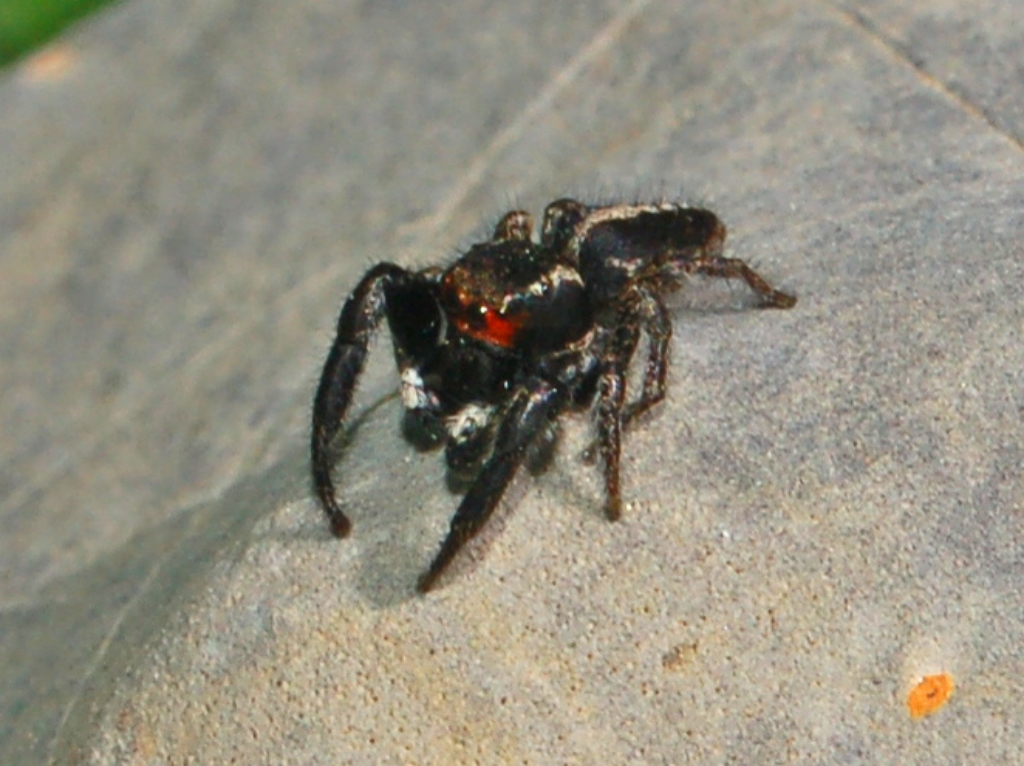
Pellenes seriatus, maschio

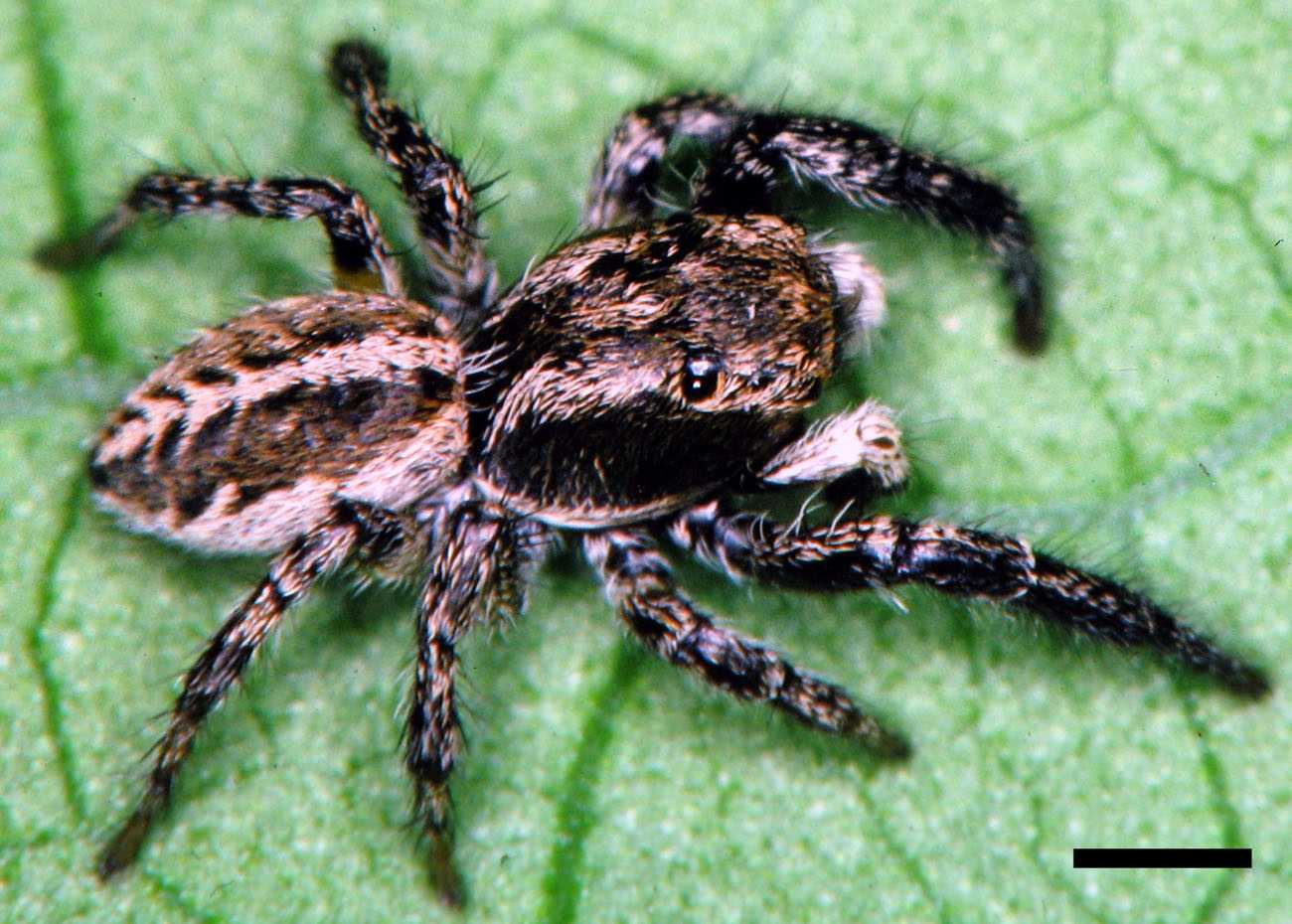
Pellenes wrighti, maschio

1. Pellenes aethiopicus Strand, 1906 — Etiopia
2. Pellenes albopilosus (Tyschchenko, 1965) — Russia, Kazakistan
3. Pellenes allegrii Caporiacco, 1935 — Asia centrale, India
4. Pellenes amazonka Logunov, Marusik & Rakov, 1999 — Asia centrale
5. Pellenes apacheus Lowrie & Gertsch, 1955 — USA
6. Pellenes arciger (Walckenaer, 1837) — Europa meridionale
7. Pellenes badkhyzicus Logunov, Marusik & Rakov, 1999 — Turkmenistan
8. Pellenes beani Peckham & Peckham, 1903 — Sudafrica
9. Pellenes bitaeniata (Keyserling, 1882) — Australia occidentale, Queensland, Nuovo Galles del Sud
10. Pellenes bonus Logunov, Marusik & Rakov, 1999 — Turkmenistan
11. Pellenes borisi Logunov, Marusik & Rakov, 1999 — Kazakistan
12. Pellenes brevis (Simon, 1868) — Spagna, Francia, Germania, Macedonia, Rodi (Dodecaneso)
13. Pellenes bulawayoensis Wesolowska, 2000 — Zimbabwe
14. Pellenes canosus Simon, 1937 — Francia
15. Pellenes cinctipes (Banks, 1898) — Messico
16. Pellenes cingulatus Wesolowska & Russell-Smith, 2000 — Tanzania
17. Pellenes corticolens Chamberlin, 1924 — Messico
18. Pellenes crandalli Lowrie & Gertsch, 1955 — USA
19. Pellenes dahli Lessert, 1915 — Uganda
20. Pellenes denisi Schenkel, 1963 — Tagikistan, Cina
21. Pellenes diagonalis (Simon, 1868) — Isola di Corfù, Grecia, Macedonia, Turchia, Israele
22. Pellenes dilutus Logunov, 1995 — Asia centrale
23. Pellenes durieui (Lucas, 1846) — Algeria
24. Pellenes dyali Roewer, 1951 — Pakistan
25. Pellenes epularis (O. P.-Cambridge, 1872) — dalla Grecia alla Cina, Namibia
26. Pellenes flavipalpis (Lucas, 1853) — Grecia, Creta, Cipro
27. Pellenes frischi (Audouin, 1826) — Egitto
28. Pellenes geniculatus (Simon, 1868) — Regione paleartica meridionale, Tanzania; introdotto in Belgio
  - Pellenes geniculatus subsultans (Simon, 1868) — Francia
29. Pellenes gerensis Hu, 2001 — Cina
30. Pellenes gobiensis Schenkel, 1936 — Russia, Mongolia, Cina
31. Pellenes grammaticus Chamberlin, 1925 — USA
32. Pellenes hadaensis Prószynski, 1993 — Arabia Saudita
33. Pellenes hedjazensis Prószynski, 1993 — Arabia Saudita
34. Pellenes iforhasorum Berland & Millot, 1941 — Sudan, Mali
35. Pellenes ignifrons (Grube, 1861) — USA, Canada, Russia, Mongolia
36. Pellenes inexcultus (O. P.-Cambridge, 1873) — Isola di Sant' Elena
37. Pellenes karakumensis Logunov, Marusik & Rakov, 1999 — Turkmenistan
38. Pellenes laevigatus (Simon, 1868) — Isola di Corfù, Libano
39. Pellenes lagrecai Cantarella & Alicata, 2002 — Italia
40. Pellenes lapponicus (Sundevall, 1833) — Regione paleartica
41. Pellenes levaillanti (Lucas, 1846) — Algeria
42. Pellenes levii Lowrie & Gertsch, 1955 — USA
43. Pellenes limatus Peckham & Peckham, 1901 — USA
44. Pellenes limbatus Kulczyński, 1895 — Russia, Asia centrale, Mongolia, Cina
45. Pellenes logunovi Marusik, Hippa & Koponen, 1996 — Russia
46. Pellenes longimanus Emerton, 1913 — USA
47. Pellenes lucidus Logunov & Zamanpoore, 2005 — Afghanistan
48. Pellenes luculentus Wesolowska & van Harten, 2007 — Yemen
49. Pellenes maderianus Kulczynski, 1905 — Madeira, Israele
50. Pellenes marionis (Schmidt & Krause, 1994) — Isole Capo Verde
51. Pellenes mimicus Strand, 1906 — Etiopia
52. Pellenes minimus (Caporiacco, 1933) — Libia
53. Pellenes modicus Wesolowska & Russell-Smith, 2000 — Tanzania
54. Pellenes montanus (Emerton, 1894) — USA, Canada
55. Pellenes moreanus Metzner, 1999 — Grecia
56. Pellenes negevensis Prószynski, 2000 — Israele
57. Pellenes nigrociliatus (Simon, 1875) — Regione paleartica
58. Pellenes obliquostriatus Caporiacco, 1940 — Etiopia
59. Pellenes pamiricus Logunov, Marusik & Rakov, 1999 — Tagikistan
60. Pellenes peninsularis Emerton, 1925 — Canada
61. Pellenes perexcultus Clark & Benoit, 1977 — Isola di Sant' Elena
62. Pellenes pseudobrevis Logunov, Marusik & Rakov, 1999 — Asia centrale
63. Pellenes pulcher Logunov, 1995 — Russia, Kazakistan, Mongolia
64. Pellenes purcelli Lessert, 1915 — Uganda
65. Pellenes rufoclypeatus Peckham & Peckham, 1903 — Sudafrica
66. Pellenes seriatus (Thorell, 1875) — Grecia, Bulgaria, Macedonia, Russia, Asia centrale
67. Pellenes shoshonensis Gertsch, 1934 — USA
68. Pellenes sibiricus Logunov & Marusik, 1994 — Russia, Asia centrale, Mongolia, Cina
69. Pellenes siculus Alicata & Cantarella, 2000 — Sicilia
70. Pellenes stepposus (Logunov, 1991) — Russia, Kazakistan
71. Pellenes striolatus Wesolowska & van Harten, 2002 — Socotra
72. Pellenes sytchevskayae Logunov, Marusik & Rakov, 1999 — Uzbekistan, Turkmenistan
73. Pellenes tharinae Wesolowska, 2006 — Namibia
74. Pellenes tocharistanus Andreeva, 1976 — Asia centrale
75. Pellenes tripunctatus (Walckenaer, 1802)[1] — Regione paleartica
76. Pellenes turkmenicus Logunov, Marusik & Rakov, 1999 — Russia, Asia centrale
77. Pellenes unipunctus Saito, 1937 — Cina
78. Pellenes univittatus (Caporiacco, 1939) — Etiopia
79. Pellenes vanharteni Wesolowska, 1998 — Isole Capo Verde
80. Pellenes washonus Lowrie & Gertsch, 1955 — USA
81. Pellenes wrighti Lowrie & Gertsch, 1955 — USA

### Omonimia
- Pellenes pulcher Wesolowska, 2000;[7]

## Pellolessertia
Pellolessertia Strand, 1929
- Pellolessertia castanea (Lessert, 1927)[1] — Camerun, Congo, Etiopia

## Penionomus
Penionomus Simon, 1903
- Penionomus dispar (Simon, 1889) — Nuova Caledonia
- Penionomus dyali Roewer, 1951 — Pakistan
- Penionomus longipalpis (Simon, 1889)[1] — Nuova Caledonia

## Pensacola
Pensacola Peckham & Peckham, 1885
- Pensacola castanea Simon, 1902 — Brasile
- Pensacola cyaneochirus Simon, 1902 — Ecuador
- Pensacola darlingtoni Bryant, 1943 — Hispaniola
- Pensacola electa Bryant, 1943 — Hispaniola
- Pensacola gaujoni Simon, 1902 — Ecuador
- Pensacola maxillosa Bryant, 1943 — Hispaniola
- Pensacola montana Bryant, 1943 — Hispaniola
- Pensacola murina Simon, 1902 — Brasile, Guyana
- Pensacola ornata Simon, 1902 — Brasile
- Pensacola peckhami Bryant, 1943 — Hispaniola
- Pensacola poecilocilia Caporiacco, 1955 — Venezuela
- Pensacola radians (Peckham & Peckham, 1896) — Panama
- Pensacola signata Peckham & Peckham, 1885[1] — Guatemala
- Pensacola sylvestris (Peckham & Peckham, 1896) — Messico, Guatemala
- Pensacola tuberculotibiata Caporiacco, 1955 — Venezuela

## Pensacolops
Pensacolops Bauab, 1983
- Pensacolops rubrovittata Bauab, 1983[1] — Brasile

## Peplometus
Peplometus Simon, 1900
- Peplometus biscutellatus (Simon, 1887)[1] — Africa occidentale
- Peplometus chlorophthalmus Simon, 1900 — Sudafrica

## Phaeacius
Phaeacius Simon, 1900
- Phaeacius alabangensis Wijesinghe, 1991 — Filippine
- Phaeacius azarkinae Prószynski & Deeleman-Reinhold, 2010 — Sumbawa (Indonesia)
- Phaeacius biramosus Wijesinghe, 1991 — Sumatra
- Phaeacius canalis Wanless, 1981 — Filippine
- Phaeacius fimbriatus Simon, 1900[1] — Nepal, Giava
- Phaeacius lancearius (Thorell, 1895) — India, Birmania
- Phaeacius leytensis Wijesinghe, 1991 — Filippine
- Phaeacius mainitensis Barrion & Litsinger, 1995 — Filippine
- Phaeacius malayensis Wanless, 1981 — Cina, Malesia, Singapore, Sumatra
- Phaeacius saxicola Wanless, 1981 — Nepal
- Phaeacius wanlessi Wijesinghe, 1991 — Nepal, Sri Lanka
- Phaeacius yixin Zhang & Li, 2005 — Cina
- Phaeacius yunnanensis Peng & Kim, 1998 — Cina

## Phanias
Phanias F. O. P.-Cambridge, 1901

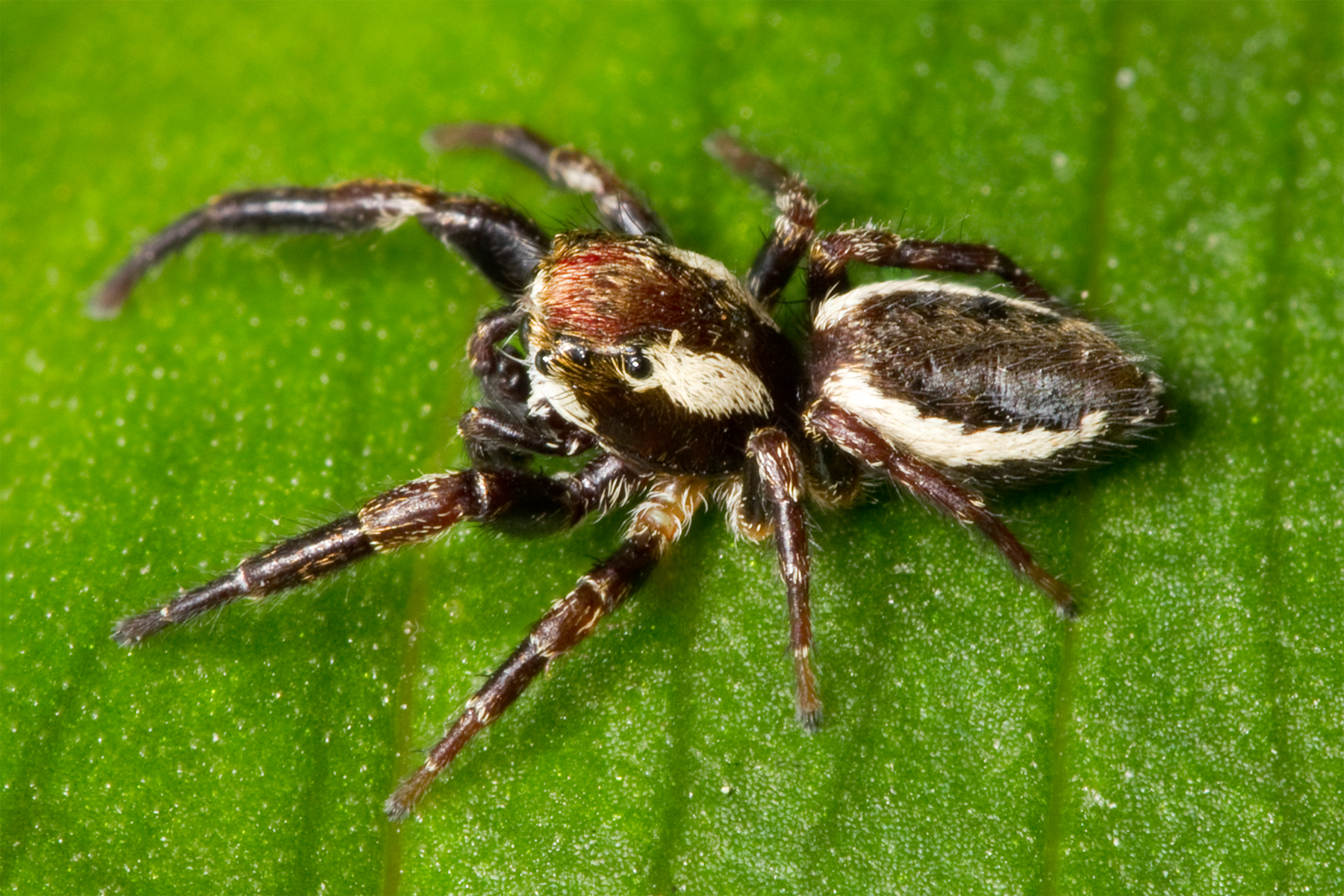
Phanias albeolus, maschio

- Phanias albeolus (Chamberlin & Ivie, 1941) — USA
- Phanias concoloratus (Chamberlin & Gertsch, 1930) — USA
- Phanias distans Banks, 1924 — Isole Galapagos
- Phanias dominatus (Chamberlin & Ivie, 1941) — USA
- Phanias flavostriatus F. O. P.-Cambridge, 1901[1] — Messico
- Phanias furcifer (Gertsch, 1936) — USA
- Phanias furcillatus (F. O. P.-Cambridge, 1901) — Messico
- Phanias harfordi (Peckham & Peckham, 1888) — USA
- Phanias monticola (Banks, 1895) — USA
- Phanias neomexicanus (Banks, 1901) — USA
- Phanias salvadorensis Kraus, 1955 — El Salvador
- Phanias watonus (Chamberlin & Ivie, 1941) — USA

## Pharacocerus
Pharacocerus Simon, 1902
- Pharacocerus castaneiceps Simon, 1910 — Guinea-Bissau
- Pharacocerus ebenauensis Strand, 1908 — Madagascar
- Pharacocerus ephippiatus (Thorell, 1899) — Camerun
- Pharacocerus fagei Berland & Millot, 1941 — Costa d'Avorio
  - Pharacocerus fagei soudanensis Berland & Millot, 1941 — Mali
  - Pharacocerus fagei verdieri Berland & Millot, 1941 — Guinea
- Pharacocerus rubrocomatus Simon, 1910 — Congo
- Pharacocerus sessor Simon, 1902[1] — Madagascar
- Pharacocerus xanthopogon Simon, 1903 — Guinea Equatoriale

## Phaulostylus
Phaulostylus Simon, 1902
- Phaulostylus furcifer Simon, 1902[1] — Madagascar
- Phaulostylus grammicus Simon, 1902 — Madagascar
- Phaulostylus grandidieri Simon, 1902 — Madagascar
- Phaulostylus leucolophus Simon, 1902 — Madagascar

## Phausina
Phausina Simon, 1902
- Phausina bivittata Simon, 1902 — Sri Lanka
- Phausina flavofrenata Simon, 1902[1] — Sri Lanka
- Phausina guttipes Simon, 1902 — Sri Lanka
- Phausina leucopogon Simon, 1905 — Giava

## Phiale
Phiale C. L. Koch, 1846
- Phiale aschnae Makhan, 2006 — Suriname
- Phiale bicuspidata (F. O. P.-Cambridge, 1901) — Costa Rica, Panama
- Phiale bilobata (F. O. P.-Cambridge, 1901) — Guatemala, Panama
- Phiale bipunctata Mello-Leitão, 1947 — Brasile
- Phiale bisignata (F. O. P.-Cambridge, 1901) — Messico, Guatemala
- Phiale bryantae Roewer, 1951 — Antigua
- Phiale bulbosa (F. O. P.-Cambridge, 1901) — Panama
- Phiale crocea C. L. Koch, 1846 — da Panama al Brasile
- Phiale cruentata (Walckenaer, 1837) — Brasile, Guyana francese
- Phiale cubana Roewer, 1951 — Cuba
- Phiale elegans (F. O. P.-Cambridge, 1901) — Panama
- Phiale flavescens (Peckham & Peckham, 1896) — Panama
- Phiale formosa (Banks, 1909) — Costa Rica
- Phiale geminata (F. O. P.-Cambridge, 1901) — Panama
- Phiale gratiosa C. L. Koch, 1846[1] — Brasile, Paraguay, Argentina
- Phiale guttata (C. L. Koch, 1846) — dalla Costa Rica al Paraguay
- Phiale hieroglyphica (F. O. P.-Cambridge, 1901) — Messico
- Phiale huadquinae Chamberlin, 1916 — Perù
- Phiale laticava (F. O. P.-Cambridge, 1901) — Guatemala
- Phiale lehmanni Strand, 1908 — Colombia
- Phiale longibarba (Mello-Leitão, 1943) — Brasile
- Phiale mediocava (F. O. P.-Cambridge, 1901) — Messico, Guatemala
- Phiale mimica (C. L. Koch, 1846) — Brasile
- Phiale niveoguttata (F. O. P.-Cambridge, 1901) — Panama
- Phiale ortrudae Galiano, 1981 — Ecuador
- Phiale pallida (F. O. P.-Cambridge, 1901) — Guatemala
- Phiale quadrimaculata (Walckenaer, 1837) — Brasile
- Phiale radians (Blackwall, 1862) — Brasile
- Phiale roburifoliata Holmberg, 1875 — Argentina
- Phiale rubriceps (Taczanowski, 1871) — Guyana francese
- Phiale septemguttata (Taczanowski, 1871) — Guyana francese
- Phiale similis (Peckham & Peckham, 1896) — Trinidad
- Phiale simplicicava (F. O. P.-Cambridge, 1901) — Messico, Panama
- Phiale tristis Mello-Leitão, 1945 — Argentina, Paraguay, Brasile
- Phiale virgo C. L. Koch, 1846 — Suriname

### Specie trasferite, inglobate, non più in uso
- Phiale albovittata Schenkel, 1953[8] - Venezuela
- Phiale modestissima Caporiacco, 1947[9] — Guyana

## Phidippus
Phidippus C. L. Koch, 1846

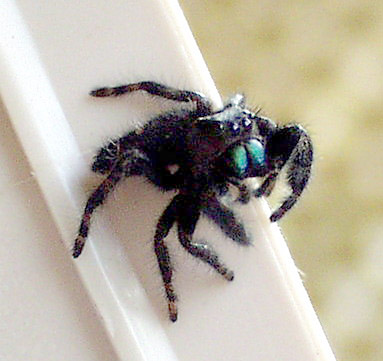
Phidippus audax

- Phidippus adonis Edwards, 2004 — Messico
- Phidippus adumbratus Gertsch, 1934 — USA
- Phidippus aeneidens Taczanowski, 1878[10]. — Perù
- Phidippus albocinctus Caporiacco, 1947[10] — Guyana
- Phidippus albulatus F. O. P.-Cambridge, 1901 — Messico
- Phidippus amans Edwards, 2004 — Messico
- Phidippus apacheanus Chamberlin & Gertsch, 1929 — USA, Messico, Cuba
- Phidippus ardens Peckham & Peckham, 1901 — USA, Messico
- Phidippus arizonensis (Peckham & Peckham, 1883) — USA, Messico
- Phidippus asotus Chamberlin & Ivie, 1933 — USA, Messico
- Phidippus audax (Hentz, 1845)[1] — America settentrionale, introdotto in Hawaii, Isole Nicobare

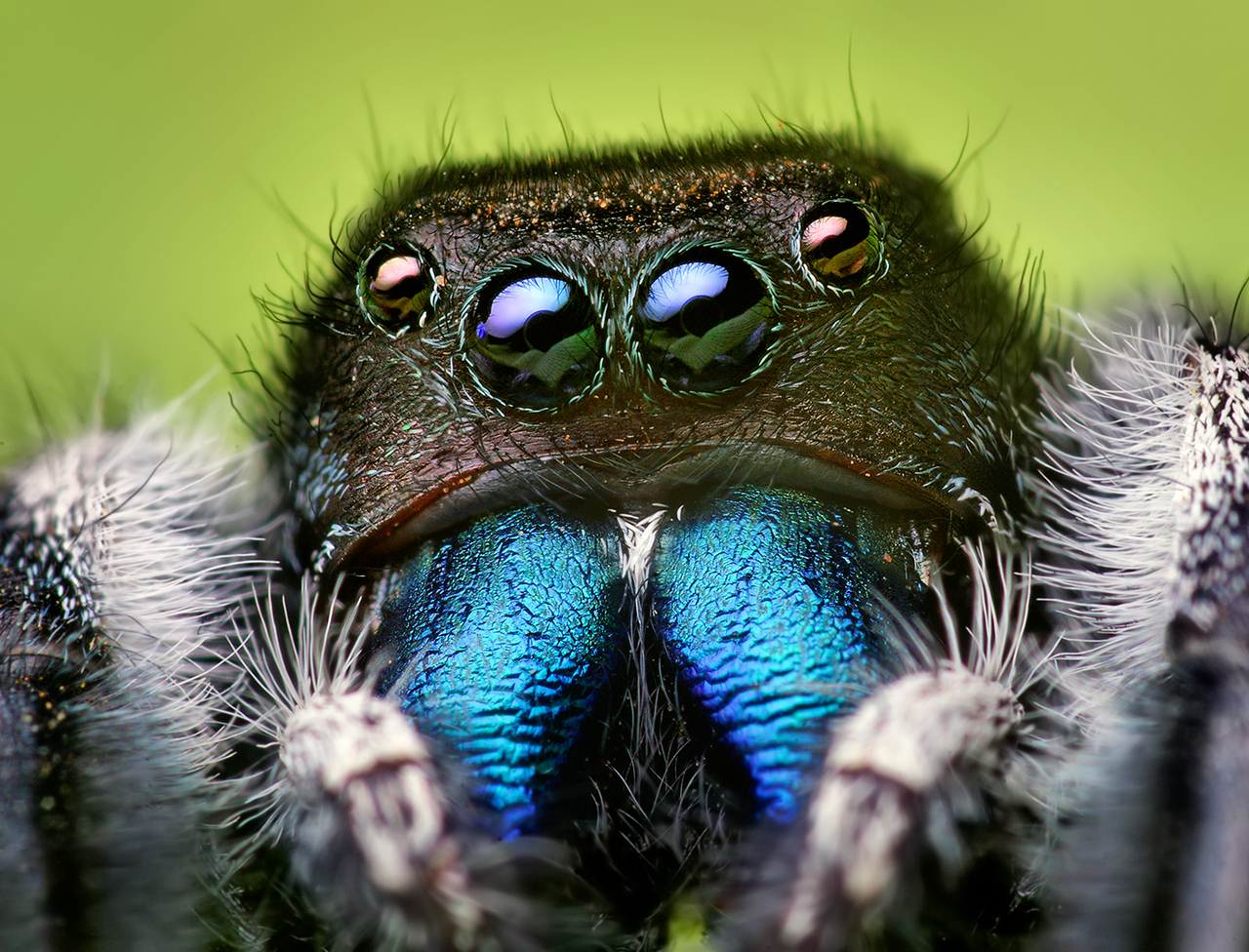
Phidippus audax

- Phidippus aureus Edwards, 2004 — USA
- Phidippus bengalensis Tikader, 1977[10] — India
- Phidippus bhimrakshiti Gajbe, 2004[10] — India
- Phidippus bidentatus F. O. P.-Cambridge, 1901 — dagli USA alla Costa Rica
- Phidippus birabeni Mello-Leitão, 1944[10] — Argentina
- Phidippus boei Edwards, 2004 — USA, Messico
- Phidippus borealis Banks, 1895 — USA, Canada, Alaska
- Phidippus calcuttaensis Biswas, 1984[10] — India
- Phidippus californicus Peckham & Peckham, 1901 — America settentrionale
- Phidippus cardinalis (Hentz, 1845) — USA, Messico, probabilmente Panama
- Phidippus carneus Peckham & Peckham, 1896 — USA, Messico
- Phidippus carolinensis Peckham & Peckham, 1909 — USA, Messico

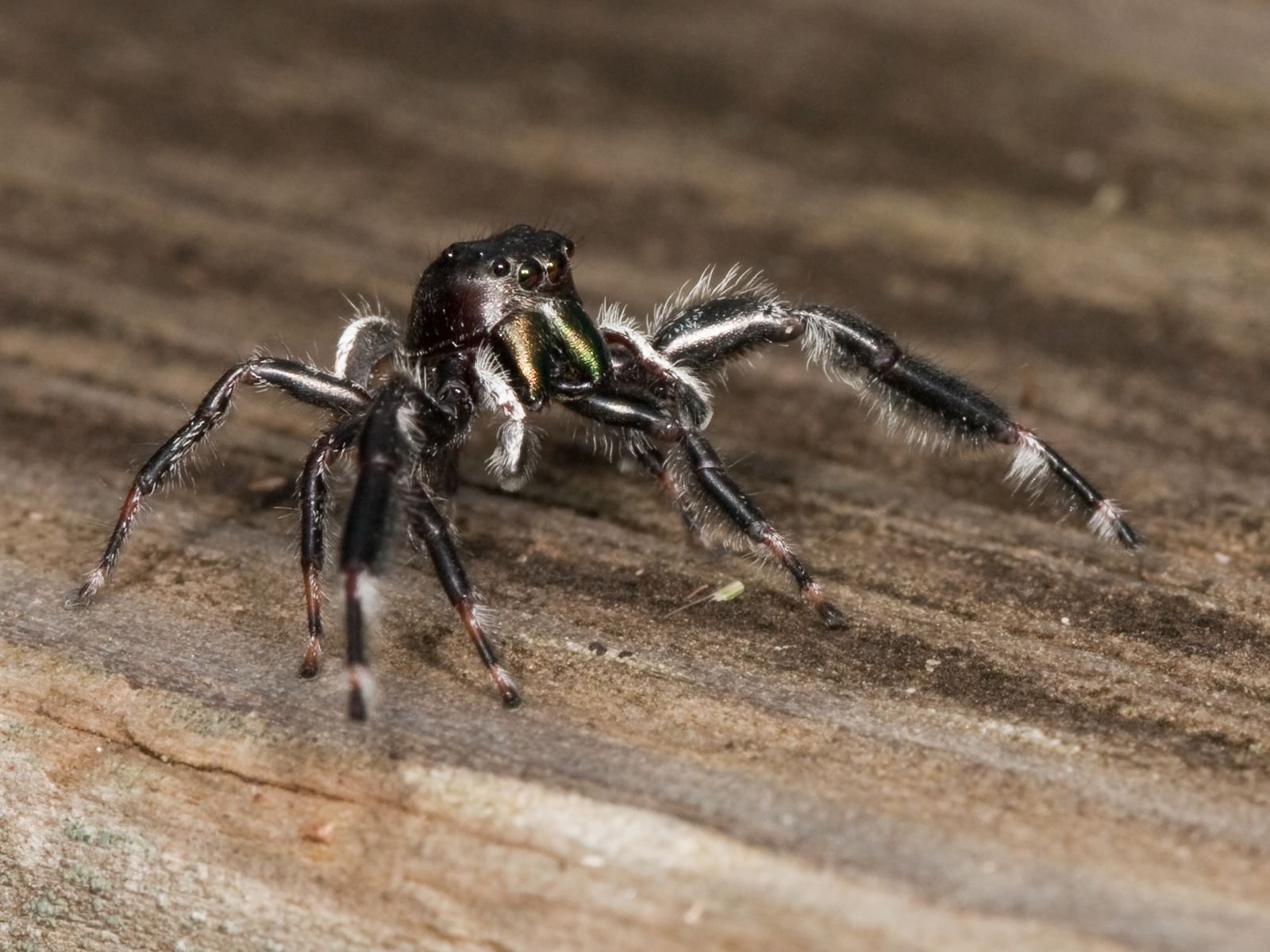
Phidippus clarus, maschio adulto

- Phidippus cerberus Edwards, 2004 — Messico
- Phidippus clarus Keyserling, 1885 — America settentrionale
- Phidippus comatus Peckham & Peckham, 1901 — America settentrionale
- Phidippus concinnus Gertsch, 1934 — USA
- Phidippus cruentus F. O. P.-Cambridge, 1901 — Messico
- Phidippus cryptus Edwards, 2004 — USA, Canada
- Phidippus dianthus Edwards, 2004 — Messico
- Phidippus exlineae Caporiacco, 1955[10] — Venezuela
- Phidippus felinus Edwards, 2004 — USA
- Phidippus georgii Peckham & Peckham, 1896 — dal Messico ad El Salvador
- Phidippus guianensis Caporiacco, 1947[10] — Guyana

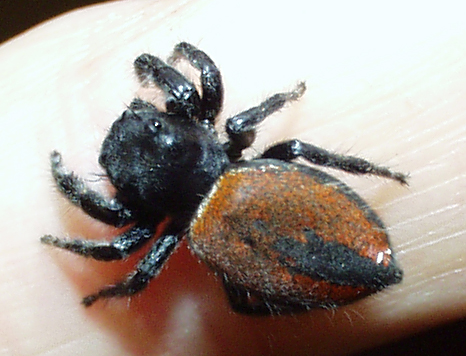
Phidippus johnsoni, femmina

- Phidippus hingstoni Mello-Leitão, 1948[10] — Guyana
- Phidippus insignarius C. L. Koch, 1846 — USA
- Phidippus johnsoni (Peckham & Peckham, 1883) — America settentrionale
- Phidippus kastoni Edwards, 2004 — USA
- Phidippus khandalaensis Tikader, 1977[10] — India
- Phidippus lynceus Edwards, 2004 — USA
- Phidippus maddisoni Edwards, 2004 — Messico
- Phidippus majumderi Biswas, 1999[10] — Bangladesh
- Phidippus mimicus Edwards, 2004 — Messico
- Phidippus morpheus Edwards, 2004 — USA, Messico

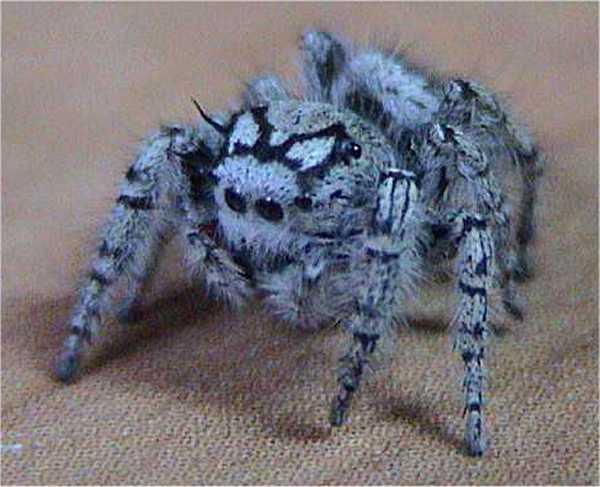
Phidippus mystaceus, femmina

- Phidippus mystaceus (Hentz, 1846) — USA
- Phidippus nikites Chamberlin & Ivie, 1935 — USA, Messico
- Phidippus octopunctatus (Peckham & Peckham, 1883) — USA, Messico
- Phidippus olympus Edwards, 2004 — USA
- Phidippus otiosus (Hentz, 1846) — USA
- Phidippus phoenix Edwards, 2004 — USA, Messico
- Phidippus pius Scheffer, 1905 — dagli USA alla Costa Rica
- Phidippus pompatus Edwards, 2004 — Messico
- Phidippus princeps (Peckham & Peckham, 1883) — USA, Canada
- Phidippus pruinosus Peckham & Peckham, 1909 — USA
- Phidippus pulcherrimus Keyserling, 1885 — USA
- Phidippus punjabensis Tikader, 1974[10] — India
- Phidippus purpuratus Keyserling, 1885 — USA, Canada

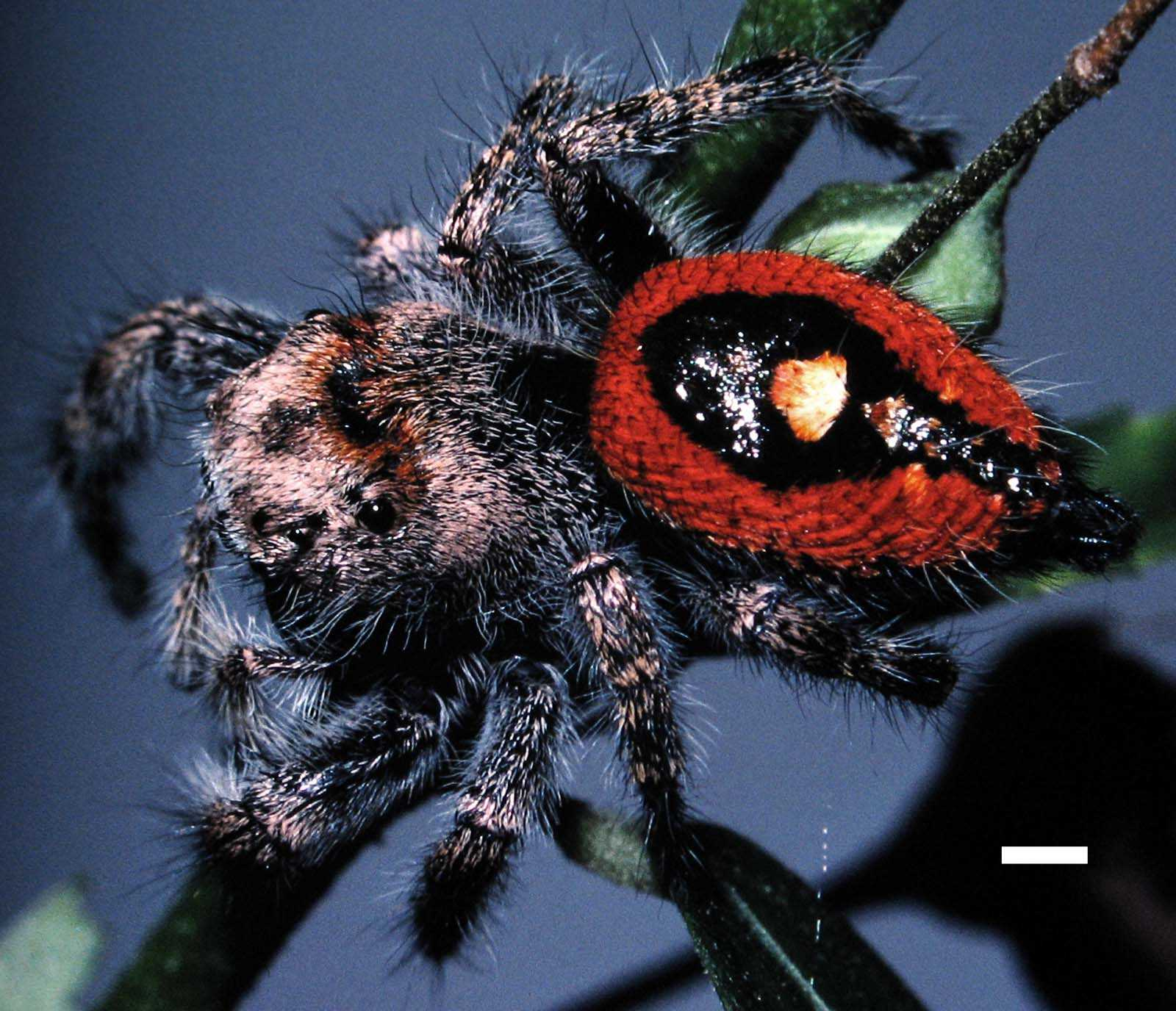
Phidippus pulcherrimus, femmina

- Phidippus putnami (Peckham & Peckham, 1883) — USA
- Phidippus regius C. L. Koch, 1846 — USA, Indie Occidentali, Isola di Pasqua (introdotto)
- Phidippus richmani Edwards, 2004 — USA
- Phidippus tenuis (Kraus, 1955)[10] — El Salvador
- Phidippus texanus Banks, 1906 — USA, Messico
- Phidippus tigris Edwards, 2004 — USA
- Phidippus tirapensis Biswas & Biswas, 2006[10] — India
- Phidippus toro Edwards, 1978 — USA, Messico
- Phidippus tux Pinter, 1970 — USA, Messico

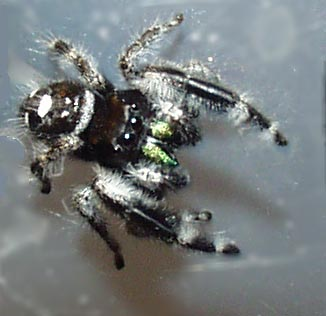
Phidippus workmani

- Phidippus tyrannus Edwards, 2004 — USA, Messico
- Phidippus tyrrelli Peckham & Peckham, 1901 — America settentrionale
- Phidippus ursulus Edwards, 2004 — USA
- Phidippus venus Edwards, 2004 — Messico
- Phidippus vexans Edwards, 2004 — USA
- Phidippus whitmani Peckham & Peckham, 1909 — USA, Canada
- Phidippus workmani Peckham & Peckham, 1901 — USA
- Phidippus yashodharae Tikader, 1977[10] — Isole Andamane
- Phidippus zebrinus Mello-Leitão, 1945[10] — Argentina
- Phidippus zethus Edwards, 2004 — Messico

### Nomina dubia
- Phidippus triangulifer Caporiacco, 1954, gli esemplari, rinvenuti nella Guyana francese, sono stati studiati dall'aracnologo Edwards nel 2004, che li ha riclassificati come appartenenti probabilmente ad altro genere; nel 2008, a seguito di uno studio degli aracnologi Ruiz e Brescovit, sono considerati nomina dubia.

### Nomen nudum
- Phidippus chumash Pinter, in Kaston, 1972; in questo caso gli esemplari rinvenuti non sono stati descritti con la sufficiente precisione atta ad identificarli con buona approssimazione, per cui vengono ritenuti nomina nuda

## Philaeus
Philaeus Thorell, 1869

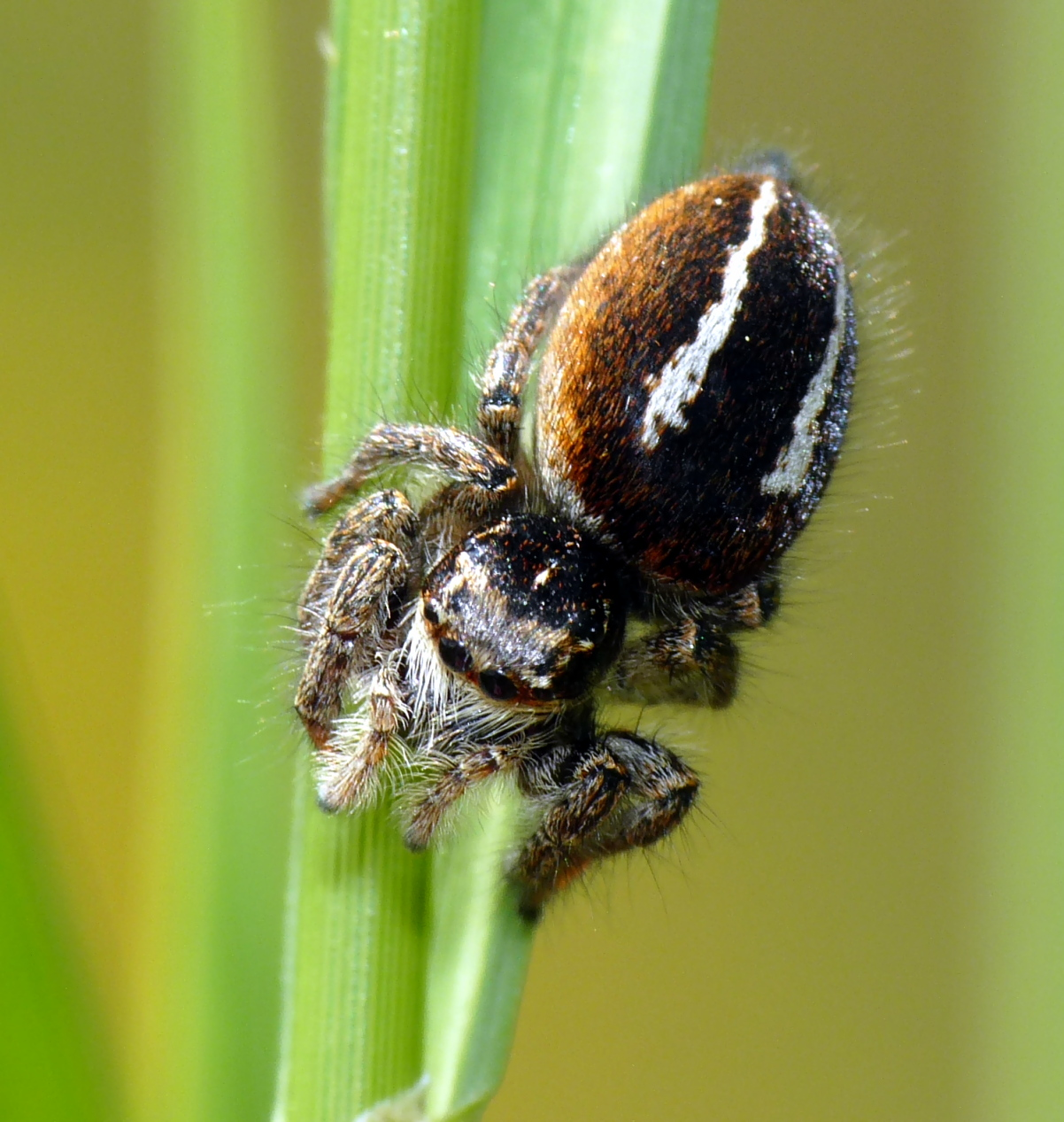
Philaeus chrysops, femmina

- Philaeus albovariegatus (Simon, 1868) — Spagna, Sicilia
- Philaeus chrysops (Poda, 1761) — Regione paleartica
- Philaeus corrugatulus Strand, 1917 — Algeria
- Philaeus daoxianensis Peng, Gong & Kim, 2000 — Cina
- Philaeus fallax (Lucas, 1846) — Algeria
- Philaeus jugatus (L. Koch, 1856) — Spagna
- Philaeus pacificus Banks, 1902 — Isole Galapagos
- Philaeus raribarbis Denis, 1955 — Marocco
- Philaeus ruber Peckham & Peckham, 1885 — Guatemala
- Philaeus stellatus Franganillo, 1910 — Portogallo
- Philaeus steudeli Strand, 1906 — Africa occidentale
- Philaeus superciliosus Bertkau, 1883 — Germania (introdotto)
- Philaeus varicus (Simon, 1868) — dalla Spagna alla Russia

## Philates
Philates Simon, 1900
- Philates chelifer (Simon, 1900) — Giava, Borneo
- Philates courti (Zabka, 1999) — Nuova Guinea
- Philates grammicus Simon, 1900[1] — Filippine, Indonesia
- Philates platnicki (Zabka, 1999) — Nuova Guinea
- Philates proszynskii (Zabka, 1999) — Nuova Guinea
- Philates rafalskii (Zabka, 1999) — Nuova Guinea
- Philates szutsi Benjamin, 2004 — Borneo
- Philates thaleri Benjamin, 2004 — Borneo
- Philates variratae (Zabka, 1999) — Nuova Guinea
- Philates zschokkei Benjamin, 2004 — Indonesia

## Phintella
Phintella Strand, 1906

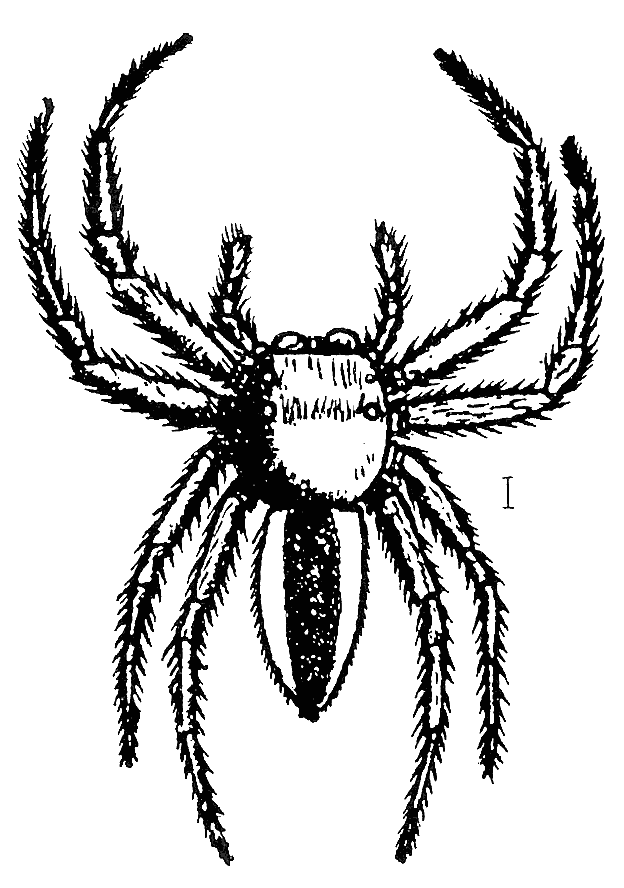
Phintella versicolor, maschio, disegno

Phintella versicolor, maschio, visuale frontale

- Phintella abnormis (Bösenberg & Strand, 1906) — Russia, Cina, Corea, Giappone
- Phintella accentifera (Simon, 1901) — India, Cina, Vietnam
- Phintella aequipeiformis Zabka, 1985 — Cina, Vietnam
- Phintella aequipes (Peckham & Peckham, 1903) — Africa orientale e meridionale
  - Phintella aequipes minor (Lessert, 1925) — Africa orientale
- Phintella africana Wesolowska & Tomasiewicz, 2008 — Etiopia
- Phintella arenicolor (Grube, 1861) — Russia, Cina, Corea, Giappone
- Phintella argenteola (Simon, 1903) — Vietnam
- Phintella assamica Prószynski, 1992 — India
- Phintella bifurcata Prószynski, 1992 — India
- Phintella bifurcilinea (Bösenberg & Strand, 1906)[1]> — Cina, Corea, Vietnam, Giappone
- Phintella bunyiae Barrion & Litsinger, 1995 — Filippine
- Phintella caledoniensis Patoleta, 2009 — Nuova Caledonia
- Phintella castriesiana (Grube, 1861) — Regione paleartica
- Phintella cavaleriei (Schenkel, 1963) — Cina, Corea
- Phintella clathrata (Thorell, 1895) — Birmania
- Phintella coonooriensis Prószynski, 1992 — India
- Phintella debilis (Thorell, 1891) — dall'India a Taiwan, Giava
- Phintella dives (Simon, 1899) — Sumatra
- Phintella hainani Song, Gu & Chen, 1988 — Cina
- Phintella incerta Wesolowska & Russell-Smith, 2000 — Tanzania
- Phintella indica (Simon, 1901) — India
- Phintella leucaspis (Simon, 1903) — Sumatra
- Phintella linea (Karsch, 1879) — Russia, Cina, Corea, Giappone
- Phintella lucai Zabka, 1985 — Vietnam
- Phintella lucida Wesolowska & Tomasiewicz, 2008 — Etiopia
- Phintella lunda Wesolowska, 2010 — Angola
- Phintella macrops (Simon, 1901) — India
- Phintella multimaculata (Simon, 1901) — Sri Lanka
- Phintella mussooriensis Prószynski, 1992 — India
- Phintella nilgirica Prószynski, 1992 — India
- Phintella parva (Wesolowska, 1981) — Russia, Cina, Corea
- Phintella piatensis Barrion & Litsinger, 1995 — Filippine
- Phintella planiceps Berry, Beatty & Prószynski, 1996 — Isole Caroline
- Phintella popovi (Prószynski, 1979) — Russia, Cina, Corea
- Phintella pygmaea (Wesolowska, 1981) — Cina
- Phintella reinhardti (Thorell, 1891) — Isole Nicobare
- Phintella suavis (Simon, 1885) — dal Nepal alla Malesia
- Phintella suknana Prószynski, 1992 — India
- Phintella versicolor (C. L. Koch, 1846) — Cina, Corea, Taiwan, Giappone, Sumatra, Hawaii
- Phintella vittata (C. L. Koch, 1846) — dall'India alle Filippine
- Phintella volupe (Karsch, 1879) — Sri Lanka, Bhutan

## Phlegra
Phlegra Simon, 1876

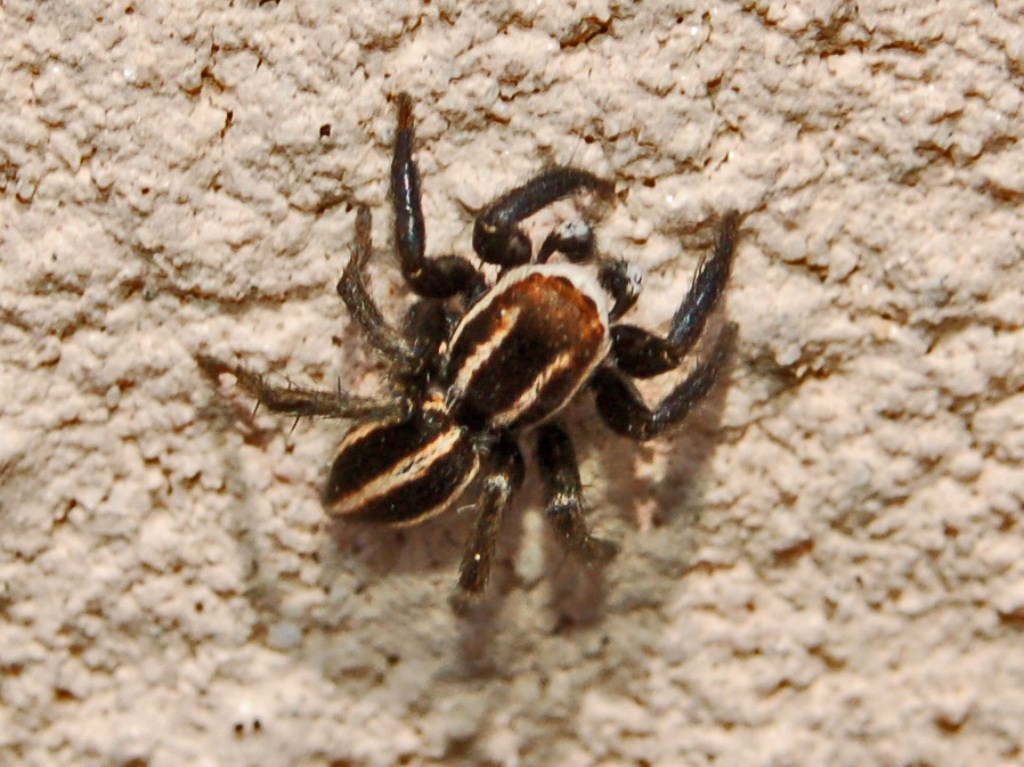
Phlegra bresnieri

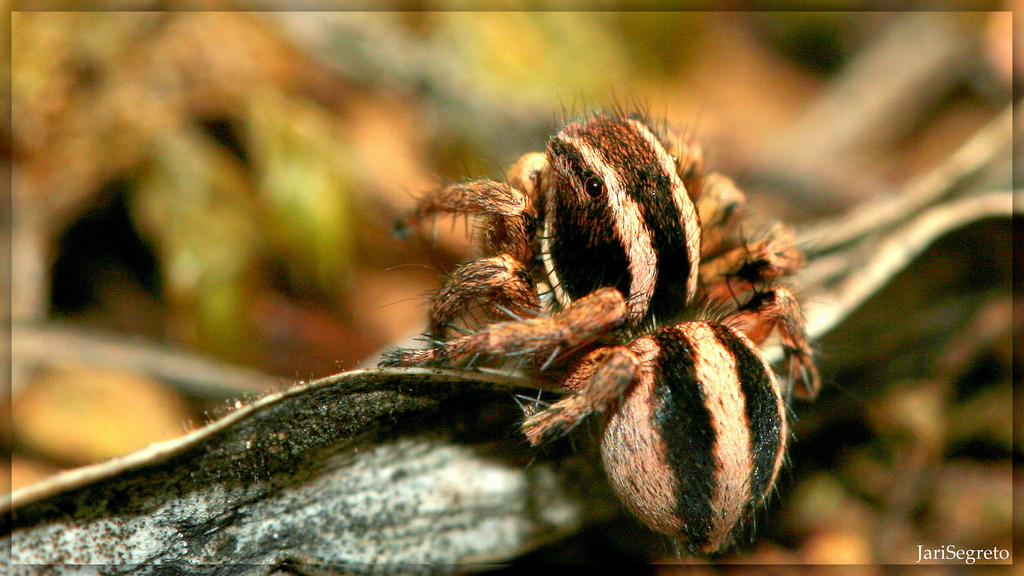
Phlegra fasciata

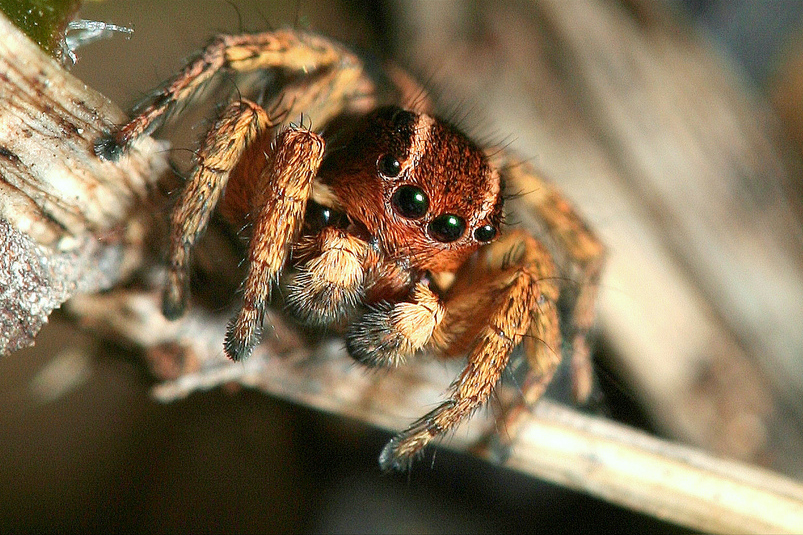
Phlegra fasciata

1. Phlegra abessinica Strand, 1906 — Etiopia
2. Phlegra albostriata Simon, 1901 — Sudafrica, Mozambico
3. Phlegra amitaii Prószynski, 1998 — Israele
4. Phlegra andreevae Logunov, 1996 — Asia centrale
5. Phlegra arborea Wesolowska & Haddad, 2009 — Asia centrale
6. Phlegra atra Wesolowska & Tomasiewicz, 2008 — Etiopia
7. Phlegra bairstowi Simon, 1886 — Sudafrica
8. Phlegra bicognata Azarkina, 2004 — Ucraina, Russia, Kazakistan
9. Phlegra bifurcata Schmidt & Piepho, 1994 — Isole Capo Verde
10. Phlegra bresnieri (Lucas, 1846) — dall'Europa meridionale all'Azerbaigian, Costa d'Avorio, Tanzania (presente in Italia)
  - Phlegra bresnieri meridionalis Strand, 1906 — Etiopia
11. Phlegra certa Wesolowska & Haddad, 2009 — Yemen
12. Phlegra chrysops Simon, 1890 — Yemen
13. Phlegra cinereofasciata (Simon, 1868) — dalla Francia all'Asia centrale (presente in Italia)
14. Phlegra crumena Próchniewicz & Heciak, 1994 — Kenya
15. Phlegra desquamata Strand, 1906 — Etiopia
16. Phlegra dhakuriensis (Tikader, 1974) — Pakistan, India
17. Phlegra dimentmani Prószynski, 1998 — Israele
18. Phlegra dunini Azarkina, 2004 — Turchia, Azerbaigian
19. Phlegra etosha Logunov & Azarkina, 2006 — Namibia
20. Phlegra fasciata (Hahn, 1826)[1] — Regione paleartica (presente in Italia)
21. Phlegra ferberorum Prószynski, 1998 — Israele
22. Phlegra flavipes Denis, 1947 — Egitto
23. Phlegra fulvastra (Simon, 1868) — Sicilia, Siria, Israele
24. Phlegra fulvotrilineata (Lucas, 1846) — Algeria
25. Phlegra gagnoa Logunov & Azarkina, 2006 — Costa d'Avorio
26. Phlegra hentzi (Marx, 1890) — USA, Canada
27. Phlegra imperiosa Peckham & Peckham, 1903 — Sudafrica
28. Phlegra insulana Schmidt & Krause, 1998 — Isole Capo Verde
29. Phlegra jacksoni Prószynski, 1998 — Israele
30. Phlegra karoo Wesolowska, 2006 — Namibia
31. Phlegra kulczynskii Azarkina, 2004 — Russia, Mongolia, Kazakistan
32. Phlegra langanoensis Wesolowska & Tomasiewicz, 2008 — Etiopia
33. Phlegra levis Próchniewicz & Heciak, 1994 — Kenya
34. Phlegra levyi Prószynski, 1998 — Israele
35. Phlegra lineata (C. L. Koch, 1846) — Europa meridionale (presente in Italia), Siria
36. Phlegra logunovi Azarkina, 2004 — Asia centrale
37. Phlegra loripes Simon, 1876 — Portogallo, Spagna, Francia
38. Phlegra lugubris Berland & Millot, 1941 — Africa occidentale
39. Phlegra memorialis (O. P.-Cambridge, 1876) — Egitto
40. Phlegra micans Simon, 1901 — Hong Kong
41. Phlegra nitidiventris (Lucas, 1846) — Algeria
42. Phlegra nuda Próchniewicz & Heciak, 1994 — Kenya, Tanzania, Uganda, Etiopia
43. Phlegra obscurimagna Azarkina, 2004 — Kirghizistan, Kazakistan
44. Phlegra palestinensis Logunov, 1996 — Israele
45. Phlegra particeps (O. P.-Cambridge, 1872) — da Israele al Bhutan
46. Phlegra parvula Wesolowska & Russell-Smith, 2000 — Tanzania
47. Phlegra pisarskii Zabka, 1985 — Cina, Vietnam
48. Phlegra pori Prószynski, 1998 — Egitto
49. Phlegra procera Wesolowska & Cumming, 2008 — Zimbabwe
50. Phlegra profuga Logunov, 1996 — Asia centrale
51. Phlegra proxima Denis, 1947 — Egitto
52. Phlegra pusilla Wesolowska & van Harten, 1994 — dal Senegal allo Yemen
53. Phlegra rogenhoferi (Simon, 1868) — Francia, Italia, Austria
54. Phlegra rothi Prószynski, 1998 — Israele
55. Phlegra samchiensis Prószynski, 1978 — Bhutan
56. Phlegra sapphirina (Thorell, 1875) — Algeria
57. Phlegra semipullata Simon, 1901 — Hong Kong
58. Phlegra shulovi Prószynski, 1998 — Israele
59. Phlegra sierrana (Simon, 1868) — Spagna
60. Phlegra simoni L. Koch, 1882 — Maiorca
61. Phlegra simplex Wesolowska & Russell-Smith, 2000 — Tanzania
62. Phlegra sogdiana Charitonov, 1946 — Asia centrale
63. Phlegra solitaria Wesolowska & Tomasiewicz, 2008 — Etiopia
64. Phlegra soudanica Berland & Millot, 1941 — Mali
65. Phlegra stephaniae Prószynski, 1998 — Israele
66. Phlegra suaverubens Simon, 1886 — Senegal
67. Phlegra swanii Mushtaq, Beg & Waris, 1995 — Pakistan
68. Phlegra tenella Wesolowska, 2006 — Namibia
69. Phlegra tetralineata (Caporiacco, 1939) — Etiopia, Iran
70. Phlegra theseusi Logunov, 2001 — Creta
71. Phlegra thibetana Simon, 1901 — Bhutan, Cina
72. Phlegra tillyae Prószynski, 1998 — Israele
73. Phlegra touba Logunov & Azarkina, 2006 — Costa d'Avorio
74. Phlegra tristis Lessert, 1927 — Congo, Kenya
75. Phlegra varia Wesolowska & Russell-Smith, 2000 — Tanzania
76. Phlegra v-epigynalis Heçiak & Prószynski, 1998 — Israele, Siria
77. Phlegra yaelae Prószynski, 1998 — Tunisia, Israele
78. Phlegra yuzhongensis Yang & Tang, 1996 — Cina

## Phyaces
Phyaces Simon, 1902
- Phyaces comosus Simon, 1902[1] — Sri Lanka

## Pignus
Pignus Wesolowska, 2000
- Pignus lautissimum Wesolowska & Russell-Smith, 2000 — Tanzania
- Pignus pongola Wesolowska & Haddad, 2009 — Tanzania
- Pignus simoni (Peckham & Peckham, 1903) — Sudafrica

## Pilia
Pilia Simon, 1902
- Pilia albicoma Szombathy, 1915 — Nuova Guinea
- Pilia escheri Reimoser, 1934 — Pakistan
- Pilia saltabunda Simon, 1902[1] — India

## Piranthus
Piranthus Thorell, 1895
- Piranthus casteti Simon, 1900 — India
- Piranthus decorus Thorell, 1895[1] — Birmania

## Planiemen
Planiemen Wesolowska & van Harten, 2007
- Planiemen rotundus (Wesolowska & van Harten, 1994)[1] — Yemen

## Platycryptus
Platycryptus Hill, 1979

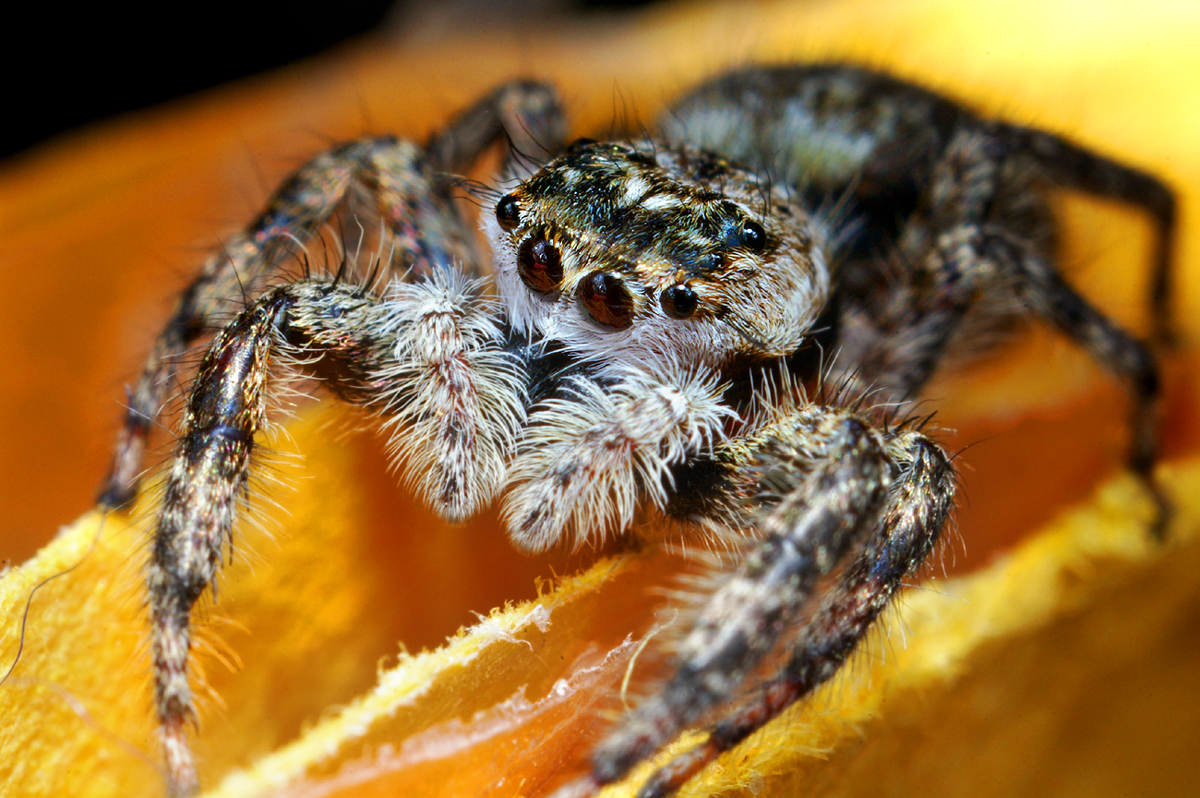
Platycryptus sp., femmina

- Platycryptus arizonensis (Barnes, 1958) — USA
- Platycryptus californicus (Peckham & Peckham, 1888) — America settentrionale e centrale
- Platycryptus magnus (Peckham & Peckham, 1894) — dal Messico al Brasile
- Platycryptus undatus (De Geer, 1778)[1] — America settentrionale

## Platypsecas
Platypsecas Caporiacco, 1955
- Platypsecas razzabonii Caporiacco, 1955[1] — Venezuela

## Plesiopiuka
Plesiopiuka Ruiz, 2010
- Plesiopiuka simplex Ruiz, 2010[1] — Brasile

## Plexippoides
Plexippoides Prószynski, 1984
- Plexippoides annulipedis (Saito, 1939) — Cina, Corea, Giappone
- Plexippoides arkit Logunov & Rakov, 1998 — Asia centrale
- Plexippoides cornutus Xie & Peng, 1993 — Cina
- Plexippoides digitatus Peng & Li, 2002 — Cina
- Plexippoides dilucidus Próchniewicz, 1990 — Bhutan
- Plexippoides discifer (Schenkel, 1953) — Cina
- Plexippoides doenitzi (Karsch, 1879) — Cina, Corea, Giappone
- Plexippoides flavescens (O. P.-Cambridge, 1872)[1] — dalla Grecia all'Asia centrale
- Plexippoides gestroi (Dalmas, 1920) — Mediterraneo orientale
- Plexippoides jinlini Yang, Zhu & Song, 2006 — Cina
- Plexippoides longus Zhu e altri, 2005 — Cina
- Plexippoides meniscatus Yang, Zhu & Song, 2006 — Cina
- Plexippoides nishitakensis (Strand, 1907) — Giappone
- Plexippoides potanini Prószynski, 1984 — Cina
- Plexippoides regius Wesolowska, 1981 — Russia, Cina, Corea
- Plexippoides regiusoides Peng & Li, 2008 — Cina
- Plexippoides szechuanensis Logunov, 1993 — Cina
- Plexippoides tristis Próchniewicz, 1990 — Nepal
- Plexippoides validus Xie & Yin, 1991 — Cina
- Plexippoides zhangi Peng et altri, 1998 — Cina

## Plexippus
Plexippus C. L. Koch, 1846

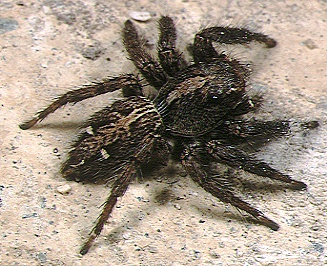
Plexippus paykulli, maschio

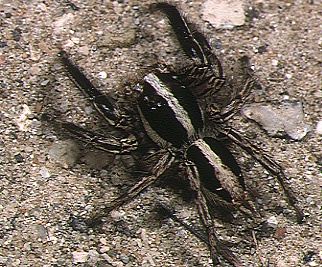
Plexippus paykulli, femmina

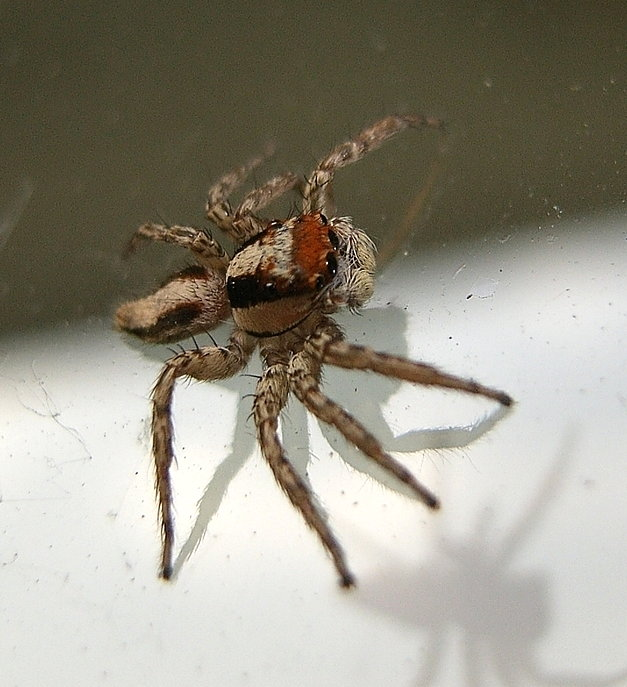
Plexippus setipes, maschio

1. Plexippus andamanensis (Tikader, 1977) — Isole Andamane
2. Plexippus aper Thorell, 1881 — Nuova Guinea
3. Plexippus auberti Lessert, 1925 — Africa orientale
4. Plexippus baro Wesolowska & Tomasiewicz, 2008 — Etiopia
5. Plexippus bhutani Zabka, 1990 — Bhutan, Cina
6. Plexippus brachypus Thorell, 1881 — Isola di Yule (Papua-Nuova Guinea)
7. Plexippus calcutaensis (Tikader, 1974) — India, Filippine
8. Plexippus clemens (O. P.-Cambridge, 1872) — Israele, Libia, Yemen
9. Plexippus coccinatus Thorell, 1895 — Birmania
10. Plexippus devorans (O. P.-Cambridge, 1872) — dalla Grecia all'Asia centrale
11. Plexippus fannae (Peckham & Peckham, 1896) — dal Guatemala alla Colombia
12. Plexippus frendens Thorell, 1881 — Nuova Guinea
13. Plexippus fuscus Rollard & Wesolowska, 2002 — Guinea
14. Plexippus incognitus Dönitz & Strand, 1906 — Cina, Corea, Taiwan, Giappone
15. Plexippus insulanus Thorell, 1881 — Arcipelago delle Molucche
16. Plexippus iranus Logunov, 2009 — Iran
17. Plexippus kondarensis (Charitonov, 1951) — Asia centrale
18. Plexippus luteus Badcock, 1932 — Paraguay
19. Plexippus minor Wesolowska & van Harten, 2010 — Emirati Arabi Uniti
20. Plexippus niccensis Strand, 1906 — Giappone
21. Plexippus ochropsis Thorell, 1881 — Nuova Guinea
22. Plexippus paykulli (Audouin, 1826)[1] — cosmopolita
  - Plexippus paykulli nigrescens (Berland, 1933) — Isole Marchesi
23. Plexippus perfidus Thorell, 1895 — Birmania
24. Plexippus petersi (Karsch, 1878) — dall'Africa al Giappone, Filippine, Hawaii
25. Plexippus phyllus Karsch, 1878 — Nuovo Galles del Sud
26. Plexippus pokharae Zabka, 1990 — Nepal
27. Plexippus redimitus Simon, 1902 — India, Sri Lanka
28. Plexippus robustus (Bösenberg & Lenz, 1895) — Africa orientale
29. Plexippus rubrogularis Simon, 1902 — Sudafrica
30. Plexippus seladonicus C. L. Koch, 1846 — Messico
31. Plexippus setipes Karsch, 1879 — Turkmenistan, Cina, Corea, Vietnam, Giappone
32. Plexippus stridulator Pocock, 1899 — Nuova Britannia
33. Plexippus taeniatus C. L. Koch, 1846 — Messico
34. Plexippus tortilis Simon, 1902 — Africa occidentale
35. Plexippus wesolowskae Biswas & Raychaudhuri, 1998 — Bangladesh
36. Plexippus yinae Peng & Li, 2003 — Cina
37. Plexippus zabkai Biswas, 1999 — Bangladesh

## Pochyta
Pochyta Simon, 1901
- Pochyta albimana Simon, 1902 — Madagascar
- Pochyta fastibilis Simon, 1903 — Guinea Equatoriale
- Pochyta insulana Simon, 1910 — Principe (Sao Tomé)
- Pochyta major Simon, 1902 — Guinea-Bissau
- Pochyta moschensis Caporiacco, 1947 — Africa orientale
- Pochyta occidentalis Simon, 1902 — Guinea-Bissau
- Pochyta pannosa Simon, 1903 — Guinea Equatoriale
- Pochyta perezi Berland & Millot, 1941 — Guinea
- Pochyta poissoni Berland & Millot, 1941 — Guinea
- Pochyta pulchra (Thorell, 1899) — Camerun
- Pochyta remyi Berland & Millot, 1941 — Guinea
- Pochyta simoni Lessert, 1925 — Africa orientale
- Pochyta solers Peckham & Peckham, 1903 — Zimbabwe
- Pochyta spinosa Simon, 1901[1] — Africa occidentale

## Poecilorchestes
Poecilorchestes Simon, 1901
- Poecilorchestes decoratus Simon, 1901[1] — Nuova Guinea

## Poessa
Poessa Simon, 1902
- Poessa argenteofrenata Simon, 1902[1] — Madagascar

## Polemus
Polemus Simon, 1902
- Polemus chrysochirus Simon, 1902[1] — Sierra Leone
- Polemus galeatus Simon, 1902 — Sierra Leone

## Porius
Porius Thorell, 1892
- Porius decempunctatus (Szombathy, 1915) — Nuova Guinea
- Porius papuanus (Thorell, 1881)[1] — Nuova Guinea

## Portia
Portia Karsch, 1878

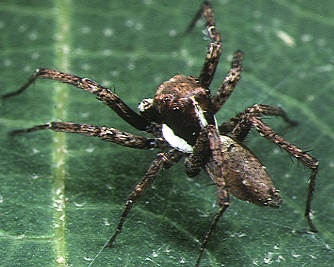
Portia fimbriata, maschio

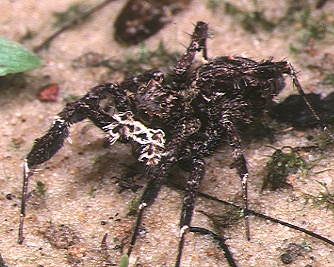
Portia fimbriata, femmina

- Portia africana (Simon, 1886) — Africa occidentale e centrale, Etiopia
- Portia albimana (Simon, 1900) — dall'India al Vietnam
- Portia assamensis Wanless, 1978 — dall'India alla Malesia
- Portia crassipalpis (Peckham & Peckham, 1907) — Singapore, Borneo
- Portia fimbriata (Doleschall, 1859)[1] — Nepal, Sri Lanka, da Taiwan all'Australia
- Portia heteroidea Xie & Yin, 1991 — Cina
- Portia hoggi Zabka, 1985 — Vietnam
- Portia jianfeng Song & Zhu, 1998 — Cina
- Portia labiata (Thorell, 1887) — dallo Sri Lanka alla Cina, Filippine
- Portia orientalis Murphy & Murphy, 1983 — Hong Kong
- Portia quei Zabka, 1985 — Cina, Vietnam
- Portia schultzi Karsch, 1878 — Africa centrale, orientale e meridionale, Madagascar
- Portia songi Tang & Yang, 1997 — Cina
- Portia strandi Caporiacco, 1941 — Etiopia
- Portia taiwanica Zhang & Li, 2005 — Taiwan
- Portia wui Peng & Li, 2002 — Cina
- Portia zhaoi Peng, Li & Chen, 2003 — Cina

## Poultonella
Poultonella Peckham & Peckham, 1909
- Poultonella alboimmaculata (Peckham & Peckham, 1883)[1] — USA
- Poultonella nuecesensis Cokendolpher & Horner, 1978 — USA

## Pristobaeus
Pristobaeus Simon, 1902
- Pristobaeus jocosus Simon, 1902[1] — Celebes

## Proctonemesia
Proctonemesia Bauab & Soares, 1978
- Proctonemesia multicaudata Bauab & Soares, 1978[1] — Brasile
- Proctonemesia secunda (Soares & Camargo, 1948) — Brasile

## Prostheclina
Prostheclina Keyserling, 1882

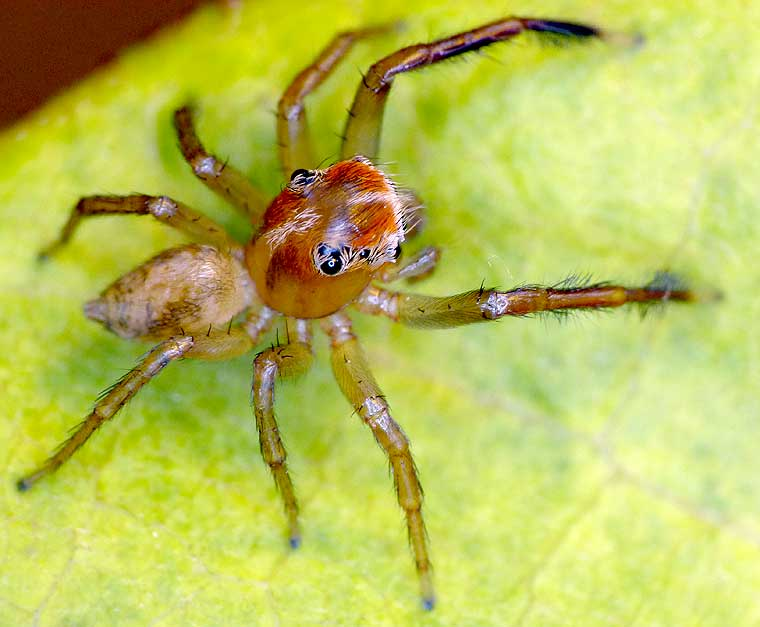
Prostheclina pallida

- Prostheclina amplior Richardson & Zabka, 2007 — dal Queensland alla Tasmania
- Prostheclina basilonesa Richardson & Zabka, 2007 — Victoria (Australia), Tasmania
- Prostheclina boreoaitha Richardson & Zabka, 2007 — Queensland
- Prostheclina boreoxantha Richardson & Zabka, 2007 — Queensland
- Prostheclina bulburin Richardson & Zabka, 2007 — Queensland
- Prostheclina eungella Richardson & Zabka, 2007 — Queensland
- Prostheclina pallida Keyserling, 1882[1] — Australia orientale

## Proszynskiana
Proszynskiana Logunov, 1996
- Proszynskiana aeluriforma Logunov & Rakov, 1998 — Uzbekistan
- Proszynskiana deserticola Logunov, 1996 — Kazakistan
- Proszynskiana iranica Logunov, 1996 — Turkmenistan
- Proszynskiana starobogatovi Logunov, 1996 — Tagikistan
- Proszynskiana zonshteini Logunov, 1996 — Turkmenistan

## Psecas
Psecas C. L. Koch, 1850
- Psecas bacelarae Caporiacco, 1947 — Guyana
- Psecas barbaricus (Peckham & Peckham, 1894) — Trinidad
- Psecas bubo (Taczanowski, 1871) — Guyana
- Psecas chapoda (Peckham & Peckham, 1894) — Brasile
- Psecas chrysogrammus (Simon, 1901) — Perù, Brasile
- Psecas cyaneus (C. L. Koch, 1846)[1] — Suriname
- Psecas euoplus Chamberlin & Ivie, 1936 — Panama
- Psecas jaguatirica Mello-Leitão, 1941 — Colombia
- Psecas pulcher Badcock, 1932 — Paraguay
- Psecas rubrostriatus Schmidt, 1956 — Colombia
- Psecas sumptuosus (Perty, 1833) — da Panama all'Argentina
- Psecas vellutinus Mello-Leitão, 1948 — Guyana
- Psecas viridipurpureus (Simon, 1901) — Brasile
- Psecas zonatus Galiano, 1963 — Brasile

## Pselcis
Pselcis Simon, 1903
- Pselcis latefasciata (Simon, 1877)[1] — Filippine

## Pseudamycus
Pseudamycus Simon, 1885
- Pseudamycus albomaculatus (Hasselt, 1882)[1] — dalla Malesia a Giava
- Pseudamycus amabilis Peckham & Peckham, 1907 — Borneo
- Pseudamycus bhutani Zabka, 1990 — Bhutan
- Pseudamycus canescens Simon, 1899 — Sumatra
- Pseudamycus evarchanus Strand, 1915 — Nuova Britannia
- Pseudamycus flavopubescens Simon, 1899 — Sumatra
- Pseudamycus hasselti Zabka, 1985 — Vietnam
- Pseudamycus himalaya (Tikader, 1967) — India
- Pseudamycus sylvestris Peckham & Peckham, 1907 — Borneo
- Pseudamycus validus (Thorell, 1877) — Celebes

## Pseudattulus
Pseudattulus Caporiacco, 1947
- Pseudattulus beieri Caporiacco, 1955 — Venezuela
- Pseudattulus kratochvili Caporiacco, 1947[1] — Venezuela, Guyana

## Pseudemathis
Pseudemathis Simon, 1902
- Pseudemathis trifida Simon, 1902[1] — Mauritius, Isola Réunion

## Pseudeuophrys
Pseudeuophrys Dahl, 1912

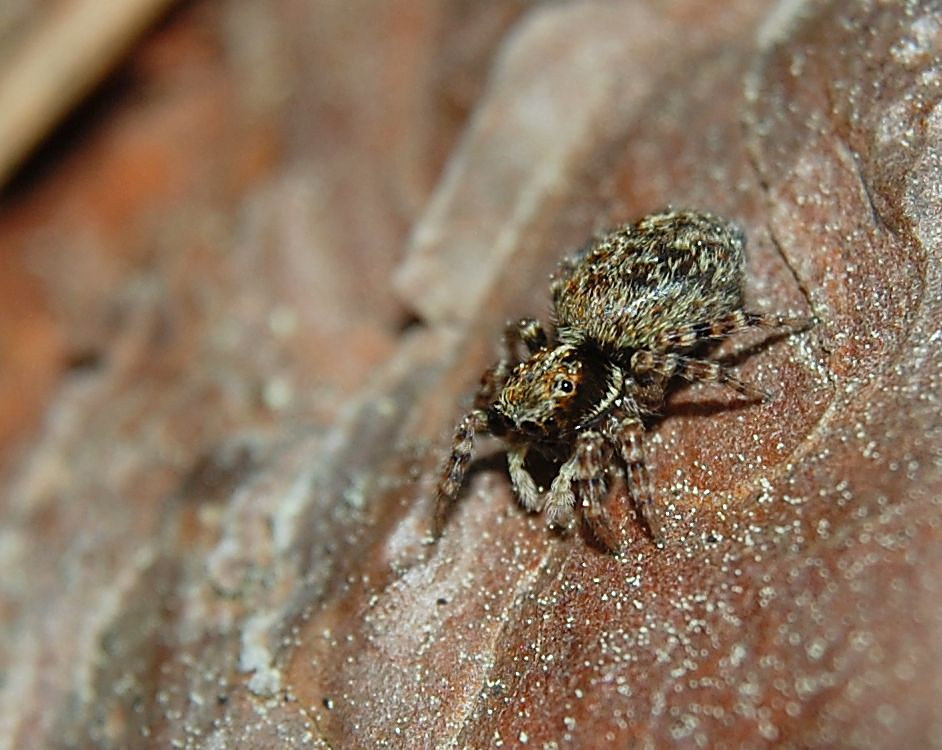
Pseudeuophrys erratica

- Pseudeuophrys erratica (Walckenaer, 1826)[1] — Regione paleartica (USA, introdotto)
- Pseudeuophrys iwatensis Bohdanowicz & Prószynski, 1987 — Russia, Cina, Corea, Giappone
- Pseudeuophrys lanigera (Simon, 1871) — Europa occidentale e centrale
- Pseudeuophrys nebrodensis Alicata & Cantarella, 2000 — Sicilia
- Pseudeuophrys obsoleta (Simon, 1868) — Regione paleartica
- Pseudeuophrys pallidipes Dobroruka, 2002 — Creta
- Pseudeuophrys pascualis (O. P.-Cambridge, 1872) — Israele
- Pseudeuophrys vafra (Blackwall, 1867) — Isole Azzorre, Madeira, Mediterraneo

## Pseudicius
Pseudicius Simon, 1885

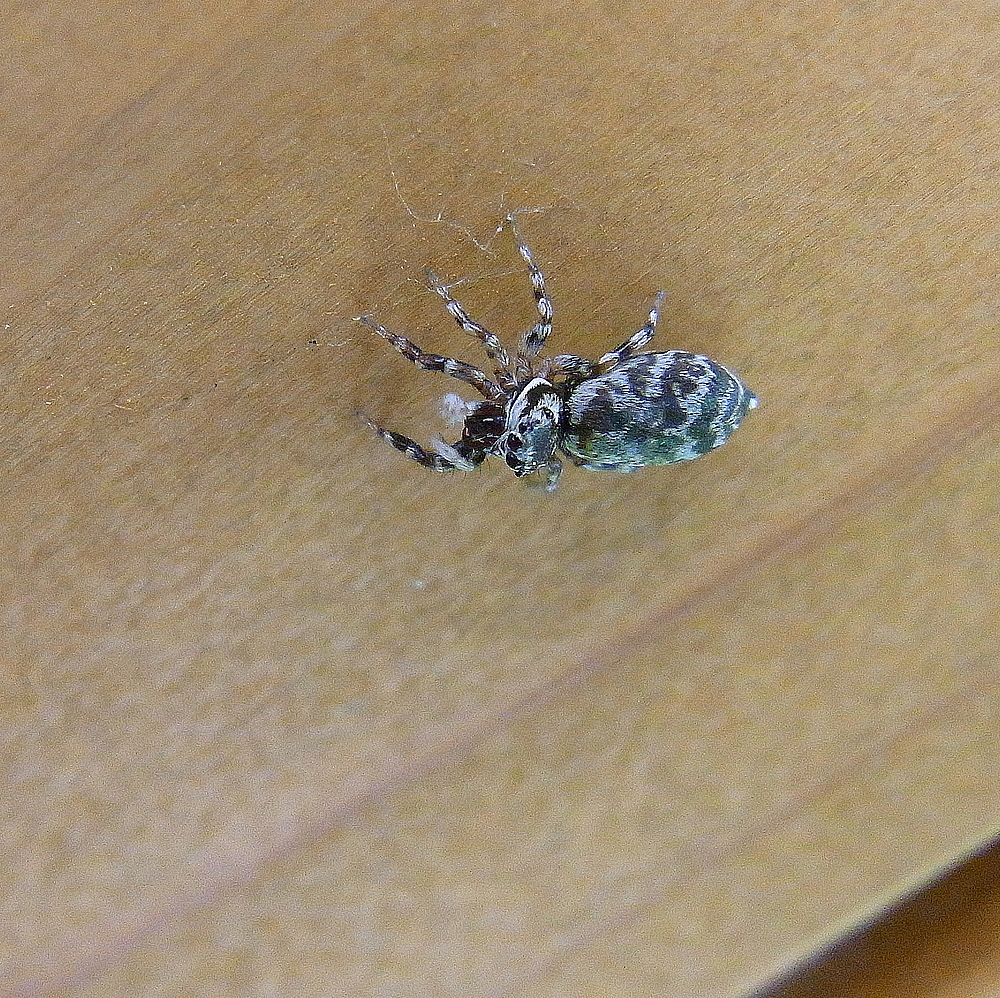
Pseudicius vulpes

1. Pseudicius admirandus Logunov, 2007 — Iran
2. Pseudicius adustus Wesolowska, 2006 — Namibia
3. Pseudicius afghanicus (Andreeva, Heciak & Prószynski, 1984) — Afghanistan
4. Pseudicius africanus Peckham & Peckham, 1903 — Sudafrica
5. Pseudicius alter Wesolowska, 2000 — Zimbabwe
6. Pseudicius amicus Prószynski, 2000 — Medio Oriente
7. Pseudicius andamanius (Tikader, 1977) — Isole Andamane
8. Pseudicius arabicus (Wesolowska & van Harten, 1994) — Yemen, Afghanistan
9. Pseudicius badius (Simon, 1868) — Europa meridionale
10. Pseudicius bipunctatus Peckham & Peckham, 1903 — Sudafrica
11. Pseudicius braunsi Peckham & Peckham, 1903 — Sudafrica, Arabia Saudita, Yemen, Turkmenistan
12. Pseudicius cambridgei Prószynski & Zochowska, 1981 — Asia centrale, Cina
13. Pseudicius chinensis Logunov, 1995 — Cina
14. Pseudicius cinctus (O. P.-Cambridge, 1885) — dall'Asia centrale alla Cina
15. Pseudicius courtauldi Bristowe, 1935 — dalla Grecia alla Cina
16. Pseudicius cultrifer Caporiacco, 1948 — Europa orientale
17. Pseudicius daitaricus Prószynski, 1992 — India
18. Pseudicius datuntatus Logunov & Zamanpoore, 2005 — Afghanistan
19. Pseudicius decemnotatus Simon, 1885 — Singapore
20. Pseudicius delesserti Caporiacco, 1941 — Etiopia
21. Pseudicius deletus (O. P.-Cambridge, 1885) — Cina
22. Pseudicius elegans Wesolowska & Cumming, 2008 — Zimbabwe
23. Pseudicius elmenteitae Caporiacco, 1949 — Kenya
24. Pseudicius encarpatus (Walckenaer, 1802)[1] — dall'Europa all'Asia centrale
25. Pseudicius espereyi Fage, 1921 — Grecia
26. Pseudicius eximius Wesolowska & Russell-Smith, 2000 — Tanzania
27. Pseudicius fayda Wesolowska & van Harten, 2010 — Emirati Arabi Uniti
28. Pseudicius flavipes (Caporiacco, 1935) — Turkmenistan, Pakistan
29. Pseudicius frigidus (O. P.-Cambridge, 1885) — Afghanistan, Pakistan, India, Cina
30. Pseudicius ghesquieri (Giltay, 1935) — Congo
31. Pseudicius histrionicus Simon, 1902 — Sudafrica
32. Pseudicius icioides (Simon, 1884) — Sudan
33. Pseudicius kaszabi (Zabka, 1985) — Vietnam
34. Pseudicius koreanus Wesolowska, 1981 — Cina, Corea, Giappone
35. Pseudicius kraussi (Marples, 1964) — Isole Marshall, Isole Cook, Isole Samoa
36. Pseudicius kulczynskii Nosek, 1905 — Grecia, Turchia, Siria
37. Pseudicius ludhianaensis (Tikader, 1974) — India
38. Pseudicius manillaensis Prószynski, 1992 — Filippine
39. Pseudicius marshi (Peckham & Peckham, 1903) — Sudafrica
40. Pseudicius maureri Prószynski, 1992 — Malesia
41. Pseudicius mikhailovi Prószynski, 2000 — Israele
42. Pseudicius mirus Wesolowska & van Harten, 2002 — Socotra
43. Pseudicius modestus Simon, 1885 — India
44. Pseudicius musculus Simon, 1901 — Algeria, Sudafrica
45. Pseudicius mushrif Wesolowska & van Harten, 2010 — Emirati Arabi Uniti
46. Pseudicius nepalicus (Andreeva, Heciak & Prószynski, 1984) — Nepal, India
47. Pseudicius nuclearis Prószynski, 1992 — Isole Marshall, Isole Caroline
48. Pseudicius oblongus Peckham & Peckham, 1894 — Brasile
49. Pseudicius okinawaensis Prószynski, 1992 — Okinawa
50. Pseudicius originalis (Zabka, 1985) — Vietnam
51. Pseudicius palaestinensis Strand, 1915 — Israele
52. Pseudicius philippinensis Prószynski, 1992 — Filippine
53. Pseudicius picaceus (Simon, 1868) — dal Mediterraneo all'Azerbaigian
54. Pseudicius pseudocourtauldi Logunov, 1999 — Armenia
55. Pseudicius pseudoicioides (Caporiacco, 1935) — Himalaya
56. Pseudicius punctatus (Marples, 1957) — Isole Figi, Isole Samoa, Isole Caroline
57. Pseudicius refulgens Wesolowska & Cumming, 2008 — Zimbabwe
58. Pseudicius reiskindi Prószynski, 1992 — Borneo
59. Pseudicius ridicularis Wesolowska & Tomasiewicz, 2008 — Etiopia
60. Pseudicius rudakii Prószynski, 1992 — Iran
61. Pseudicius seychellensis Wanless, 1984 — Isole Seychelles
62. Pseudicius sheherezadae Prószynski, 1989 — Arabia Saudita, Yemen
63. Pseudicius shirinae Prószynski, 1989 — Arabia Saudita
64. Pseudicius sindbadi Prószynski, 1989 — Arabia Saudita
65. Pseudicius siticulosus Peckham & Peckham, 1909 — USA
66. Pseudicius solomonensis Prószynski, 1992 — Isole Salomone
67. Pseudicius spasskyi (Andreeva, Heciak & Prószynski, 1984) — Asia centrale
68. Pseudicius spiniger (O. P.-Cambridge, 1872) — dal Sudan alla Siria
69. Pseudicius szechuanensis Logunov, 1995 — Cina
70. Pseudicius tamaricis Simon, 1885 — Africa settentrionale, Israele, Arabia Saudita, Yemen
71. Pseudicius tokarensis (Bohdanowicz & Prószynski, 1987) — Giappone
72. Pseudicius unicus (Peckham & Peckham, 1894) — Madagascar
73. Pseudicius vankeeri Metzner, 1999 — Grecia
74. Pseudicius venustulus Wesolowska & Haddad, 2009 — Sudafrica
75. Pseudicius vesporum Prószynski, 1992 — Filippine
76. Pseudicius vulpes (Grube, 1861) — Russia, Cina, Corea, Giappone
77. Pseudicius wenshanensis He & Hu, 1999 — Cina
78. Pseudicius wesolowskae Zhu & Song, 2001 — Cina
79. Pseudicius yunnanensis (Schenkel, 1963) — Cina
80. Pseudicius zabkai Song & Zhu, 2001 — Cina
81. Pseudicius zebra Simon, 1902 — Sudafrica

### Sinonimie
- Pseudicius miriae Prószynski, 2000; questi esemplari, rinvenuti in Israele, a seguito di uno studio dell'aracnologo Logunov del 2009 sono ritenuti in sinonimia con la specie Pseudicius vankeeri Metzner, 1999 e ad essa attribuiti.

## Pseudocorythalia
Pseudocorythalia Caporiacco, 1938
- Pseudocorythalia subinermis Caporiacco, 1938[1]> — Guatemala

## Pseudofluda
Pseudofluda Mello-Leitão, 1928
- Pseudofluda pulcherrima Mello-Leitão, 1928[1] — Brasile

## Pseudomaevia
Pseudomaevia Rainbow, 1920
- Pseudomaevia cognata Rainbow, 1920[1] — Isola Lord Howe
- Pseudomaevia insulana Berland, 1942 — Polinesia
  - Pseudomaevia insulana aorai Berland, 1942 — Tahiti

## Pseudopartona
Pseudopartona Caporiacco, 1954
- Pseudopartona ornata Caporiacco, 1954[1] — Guyana francese

## Pseudoplexippus
Pseudoplexippus Caporiacco, 1947
- Pseudoplexippus unicus Caporiacco, 1947[1] — Tanzania

## Pseudosynagelides
Pseudosynagelides Zabka, 1991
- Pseudosynagelides australensis Zabka, 1991 — Queensland
- Pseudosynagelides bunya Zabka, 1991 — Queensland
- Pseudosynagelides elae Zabka, 1991 — Queensland
- Pseudosynagelides monteithi Zabka, 1991 — Queensland
- Pseudosynagelides raveni Zabka, 1991 — Queensland, Nuovo Galles del Sud
- Pseudosynagelides yorkensis Zabka, 1991[1] — Queensland

## Ptocasius
Ptocasius Simon, 1885
- Ptocasius fulvonitens Simon, 1902 — Sri Lanka
- Ptocasius gratiosus Peckham & Peckham, 1907 — Singapore
- Ptocasius kinhi Zabka, 1985 — Cina, Vietnam
- Ptocasius linzhiensis Hu, 2001 — Cina
- Ptocasius montiformis Song, 1991 — Cina
- Ptocasius plumipalpis (Thorell, 1895) — Birmania
- Ptocasius songi Logunov, 1995 — Cina
- Ptocasius strupifer Simon, 1901 — Cina, Hong Kong, Taiwan, Vietnam
- Ptocasius variegatus Logunov, 1995 — Kazakistan
- Ptocasius vittatus Song, 1991 — Cina
- Ptocasius weyersi Simon, 1885[1] — Sumatra
- Ptocasius yunnanensis Song, 1991 — Cina

## Pystira
Pystira Simon, 1901
- Pystira cyanothorax (Thorell, 1881) — Nuova Guinea
- Pystira ephippigera (Simon, 1885)[1] — Sumatra
- Pystira karschi (Thorell, 1881) — Nuova Guinea, Isole Aru
- Pystira nigripalpis (Thorell, 1877) — Celebes
- Pystira versicolor Dyal, 1935 — Pakistan